# Haute-Vienne
Pour les articles homonymes, voir Vienne.
La Haute-Vienne (/ot vjɛn/ ou /otə vjɛn/) est un département français, situé dans la région Nouvelle-Aquitaine. Sa préfecture et principale ville est Limoges. L'Insee et La Poste lui attribuent le code 87.
Situé au carrefour des axes de liaison historique entre Paris et Toulouse (nord-sud) et l'Atlantique et le Massif central (ouest-est), le département occupe la partie ouest de l'ancienne province du Limousin qui recouvrait aussi une partie des actuels départements de la Creuse et de la Corrèze.

## Géographie

### Situation
La Haute-Vienne fait partie de la région Nouvelle-Aquitaine, anciennement et historiquement du Limousin et de la Marche. Elle est limitrophe de six départements : la Creuse (préfecture : Guéret) à l'est, la Corrèze (préfecture : Tulle) au sud-est, la Dordogne (préfecture : Périgueux) au sud-ouest, la Charente (préfecture : Angoulême) à l'ouest, la Vienne (préfecture : Poitiers) au nord-ouest et l'Indre (préfecture : Châteauroux) au nord. Elle est drainée principalement par deux cours d'eau qui la traversent d'est en ouest : la Vienne, qui lui donne son nom et qui arrose les deux villes principales, Limoges et Saint-Junien, et la Gartempe, affluent indirect de la Vienne via la Creuse, au nord.
Le département est situé sur la bordure nord-ouest du Massif central ; son altitude est ainsi comprise entre 122 mètres dans la vallée de la Gartempe et près de 800 mètres près du lac de Vassivière, dans la montagne. Le point culminant du département est le puy Lagarde avec une hauteur de 795 m. Le chef-lieu de commune le plus bas est Saillat-sur-Vienne (162 mètres) et le plus élevé Beaumont-du-Lac (633 mètres).

Paysages de la Haute-Vienne :
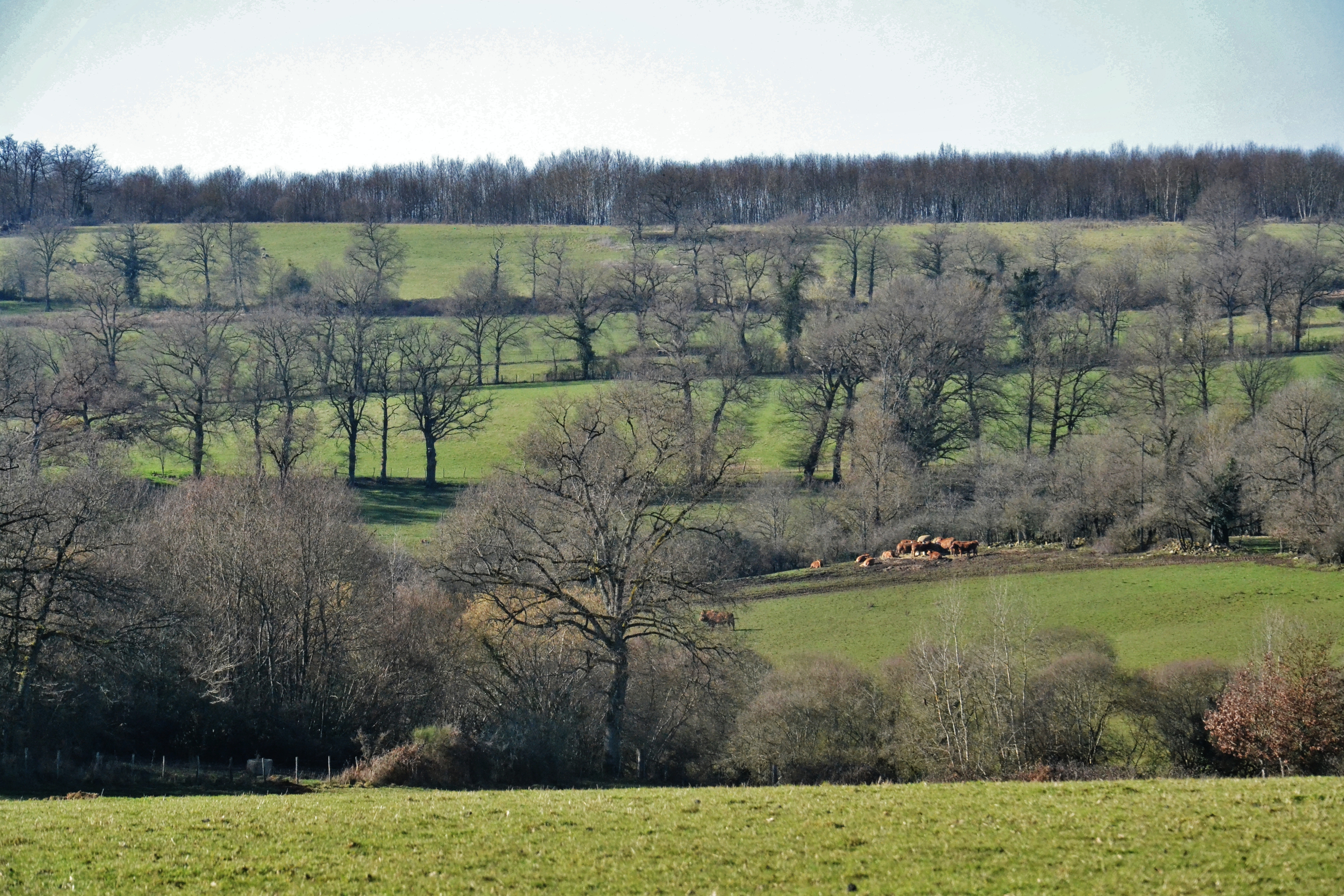
Paysage de semi-bocage près de Solignac, au centre.
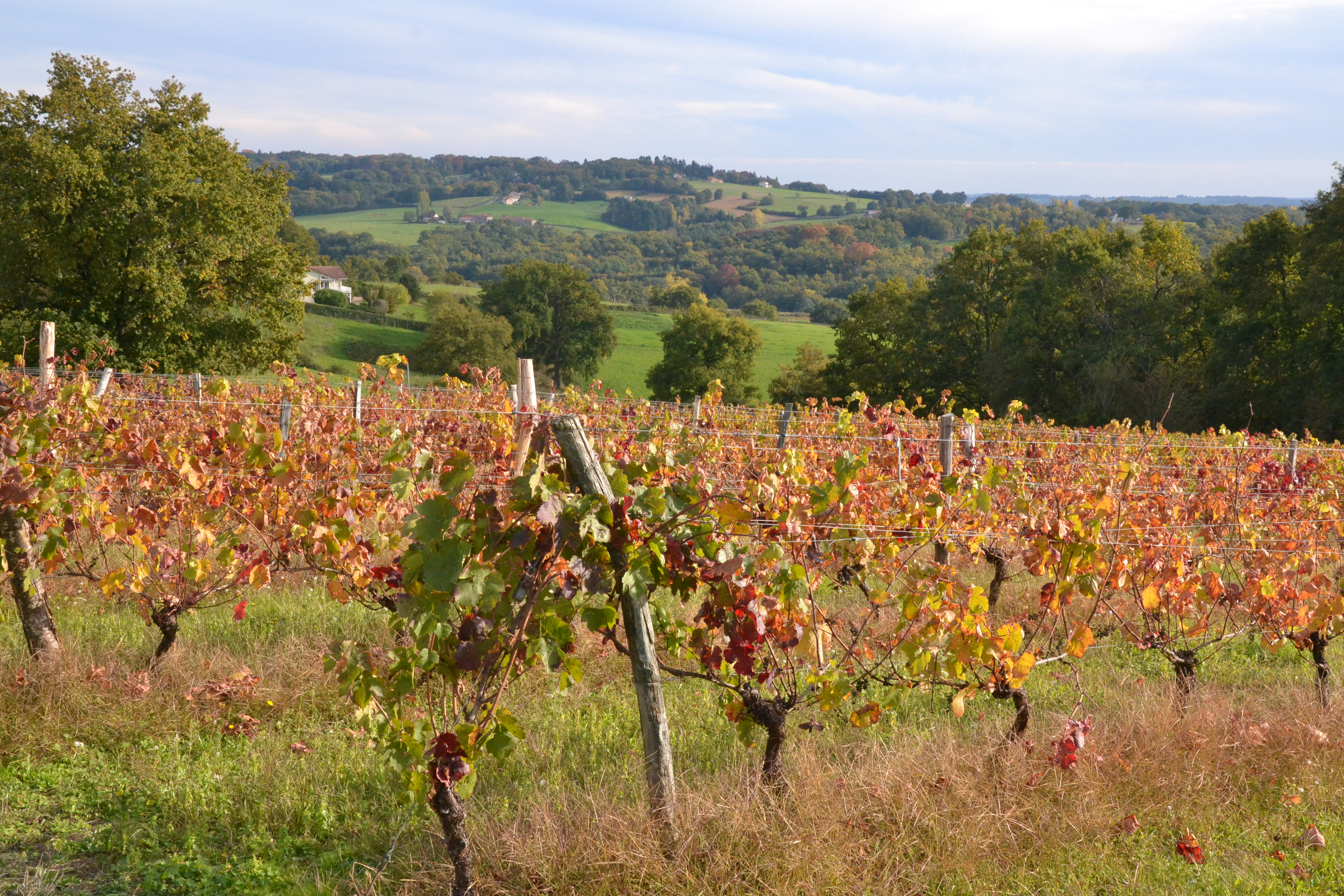
Vue du vignoble de Verneuil-sur-Vienne, au centre.
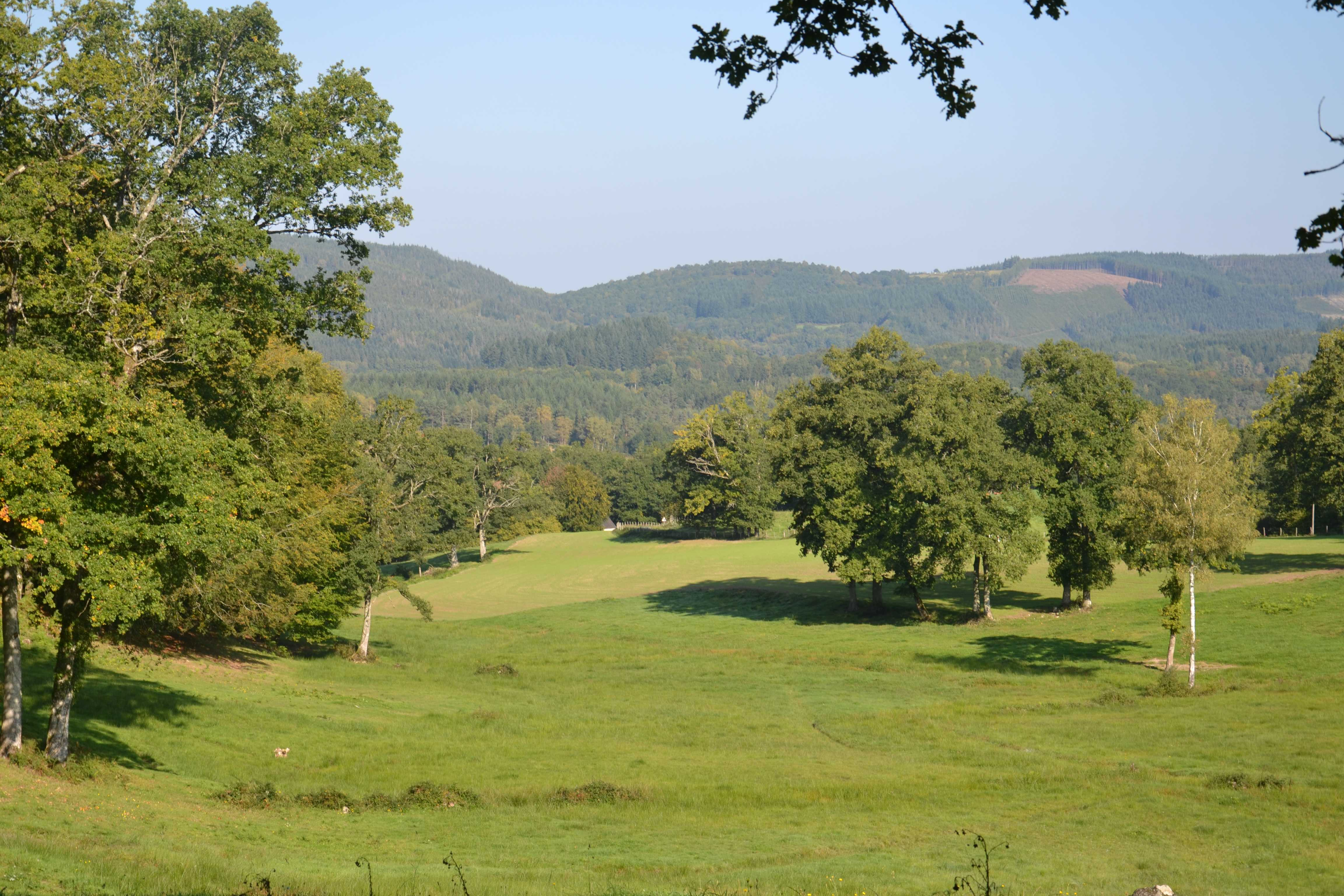
Rempnat, au sud-est.
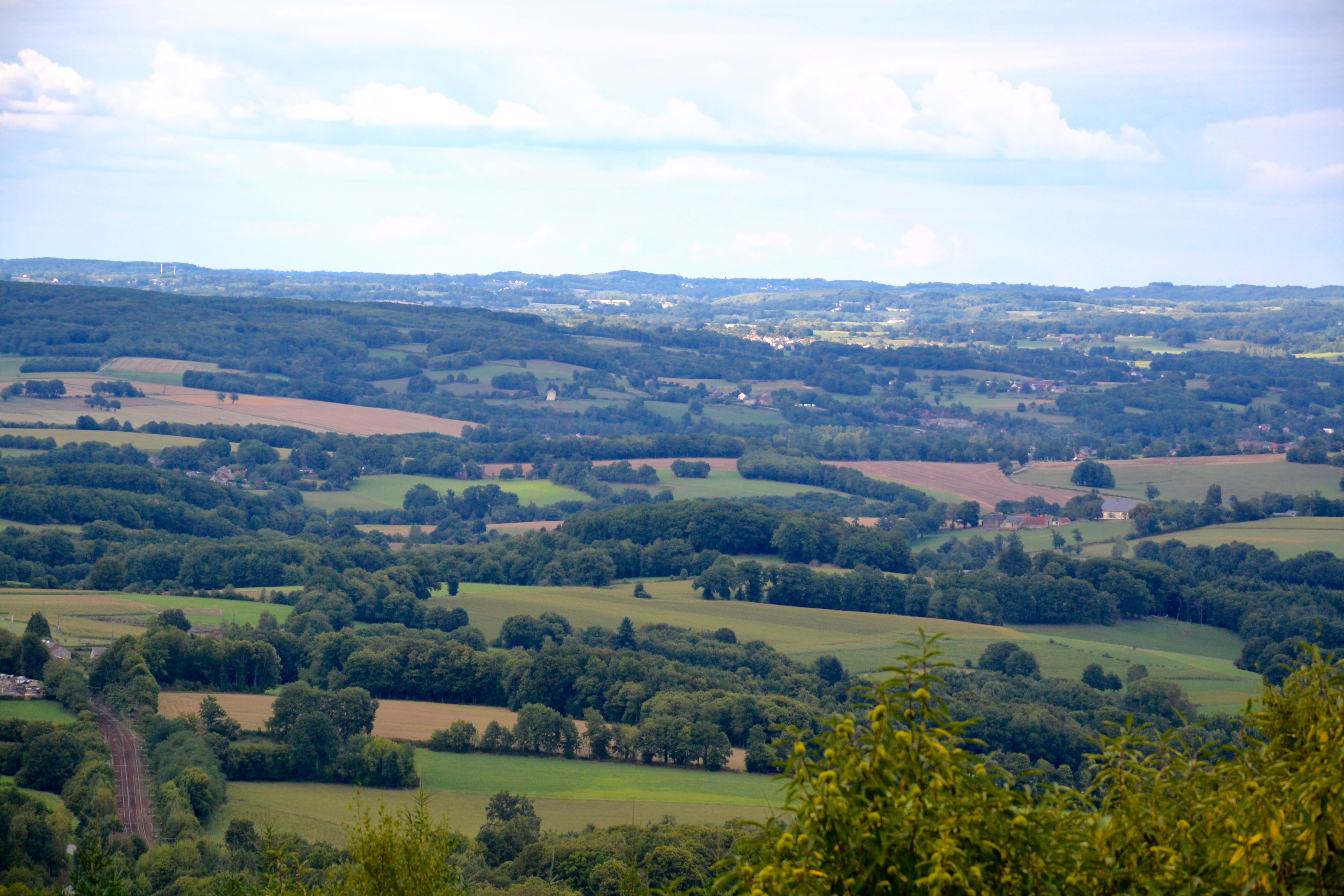
Plateau de la Souterraine, au nord.

La Haute-Vienne possède 149 996 ha de bois, soit un taux de boisement de 29,6 %. Le département arrive en dernière position régionale, puisque la Corrèze affiche un taux de plus de 45 %, et la Creuse est recouverte à 29,8 % de forêts. Il y a près de 7 000 km de cours d'eau.

### Espaces naturels
Les entités géographiques qui forment la Haute-Vienne  sont moins distinctes que celles de Corrèze voisine, mais les paysages diffèrent toutefois en s'organisant en quatre grands ensembles.
- la Basse-Marche, occupant un tiers nord du département, s'organisant autour de la vallée de la Gartempe, et délimitée au sud par les monts de Blond, le pays de Saint-Pardoux et les monts d'Ambazac. Constituant la zone la plus plane du département, son altitude varie de 120 à 300 m. Elle rassemble environ 40 000 habitants.

Principales villes : Bellac, Magnac-Laval, Le Dorat, Châteauponsac ;
- la moyenne vallée de la Vienne, en aval de sa confluence avec le Taurion, et à laquelle on peut ajouter les zones environnantes et les vallées des principaux affluents, tels l'Aurence et la Glane en rive droite, et la Briance, l'Aixette et la Gorre en rive gauche. Cette partie concentre la majeure partie de la population (environ 250 000 habitants) et des villes. Son altitude varie de 150 à 400 m.

Principales villes : Limoges, Saint-Junien, Rochechouart, Aixe-sur-Vienne, Nexon, Pierre-Buffière ;

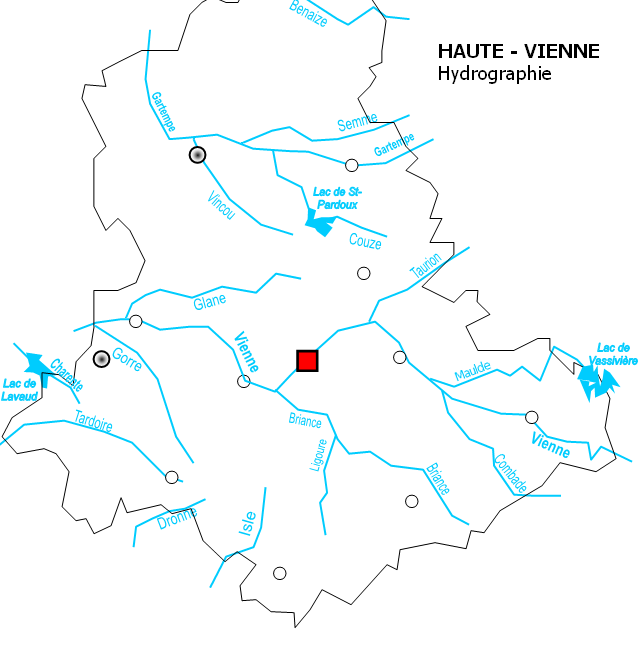
Carte hydrographique de la Haute-Vienne.

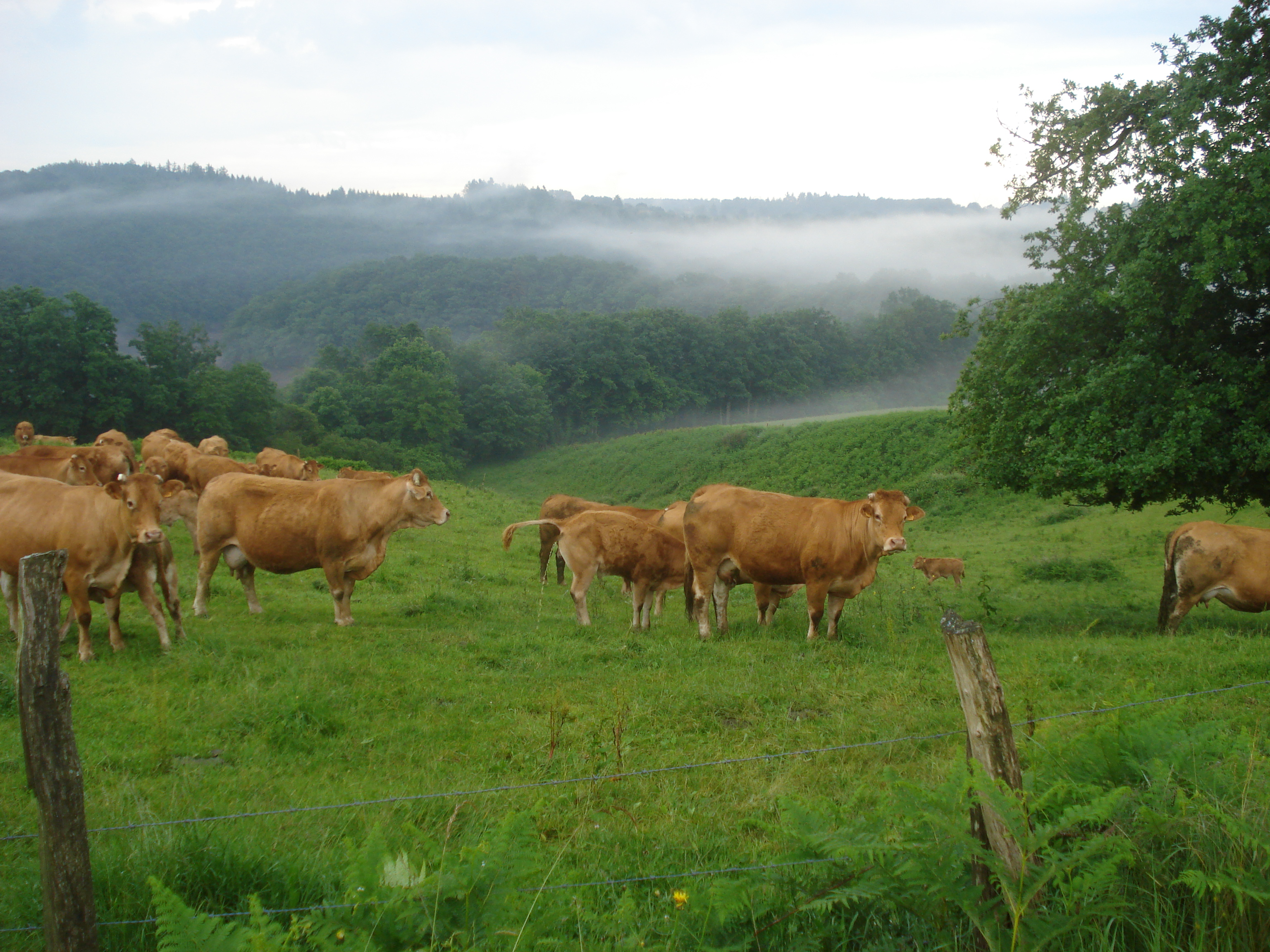
Paysage près de Saint-Laurent-les-Églises.

- le plateau limousin, qui s'étend sur la moitié sud du département, en rive gauche de la Vienne. Légèrement vallonné, entaillé par quelques vallées marquées (Briance, Ligoure), son altitude varie de 250 m à 450 m. Le secteur est émaillé de petits massifs d'altitude modeste, comme les monts de Châlus et les monts de Fayat, qui dépassent les 500 m. La zone rassemble environ 55 000 habitants.

Principales villes (du sud-ouest vers l'est) : Châlus, Saint-Yrieix-la-Perche, Châteauneuf-la-Forêt, Saint-Léonard-de-Noblat, Bessines-sur-Gartempe ;
- la montagne, regroupant les monts du Limousin et les monts de la Marche, couvrant les franges orientales du département (monts d'Ambazac au nord-est, plateau de Millevaches et mont Gargan au sud-est), auxquels on peut ajouter les monts de Blond au nord-ouest. La limite entre cette zone et les autres est parfois floue, tant les similitudes entre les collines de faible altitude et les sommets les plus hauts. Son altitude varie de 450 à 795 m. La zone rassemble environ 15 000 habitants.

Principales villes : Eymoutiers, Ambazac.

### Protection de la nature
La Haute-Vienne abrite deux réserves naturelles nationales (RNN de la Tourbière des Dauges et RNN de l'Astroblème de Rochechouart-Chassenon), 2 réserves naturelles régionales (Les Sauvages et Landes atlantiques du Parc naturel régional Périgord-Limousin), ainsi que 13 sites Natura 2000 et 122 ZNIEFF.

### Climat

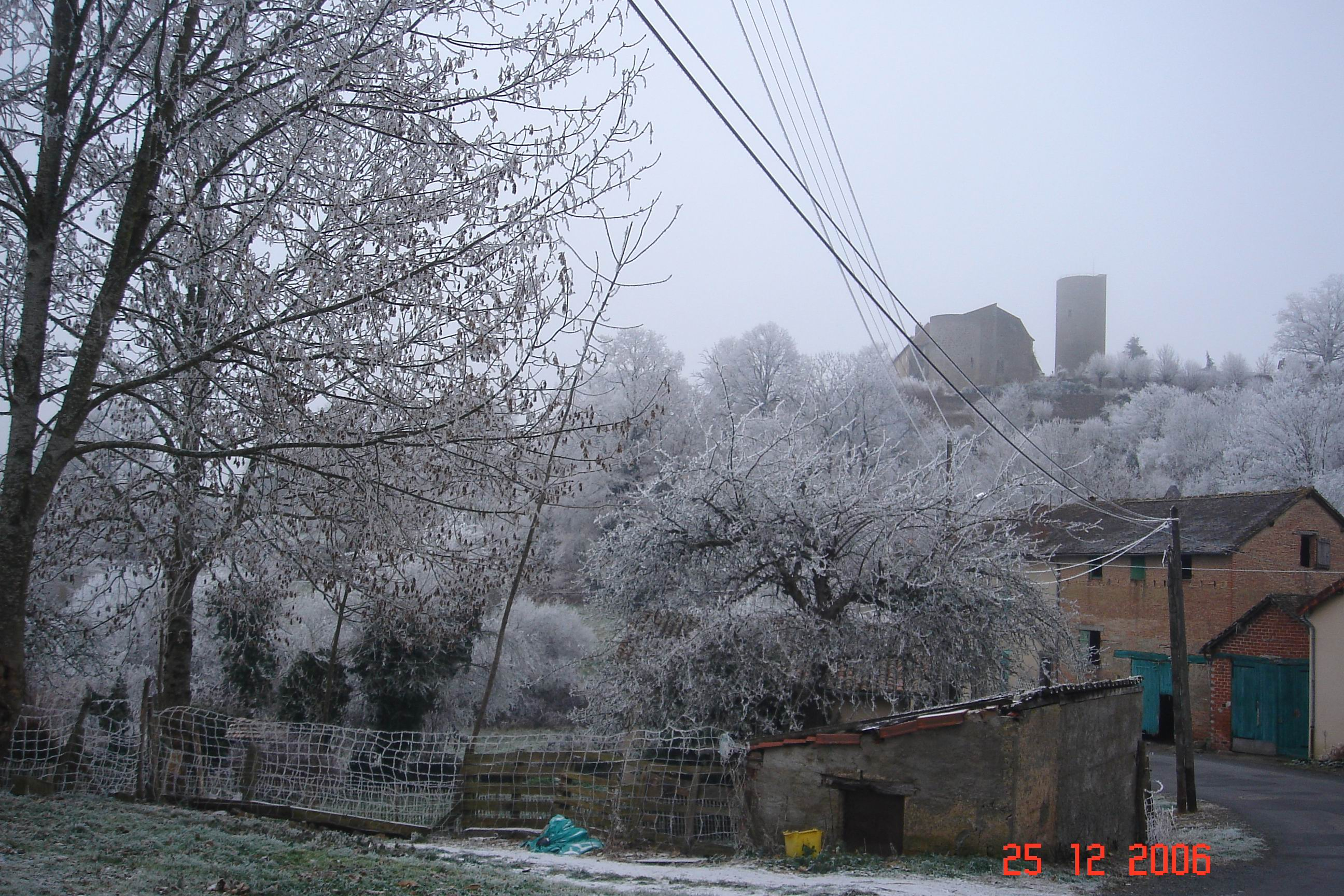
Givre à Châlus en décembre.

La Haute-Vienne bénéficie d'un climat de type océanique aquitain atténué, subissant une influence montagnarde due à la proximité du Massif central et à l'altitude. Les hivers peuvent être neigeux, particulièrement sur le relief, mais il n'est plus inhabituel de n'avoir qu'un ou deux jours de neige à Limoges. Les étés peuvent être beaux et très chauds, comme très humides. L'automne est souvent agréable et ensoleillé, septembre et octobre sont rarement froids.
Données climatiques et températures pour la ville de Limoges :
|                | Limoges     | Moyenne nationale |
| Ensoleillement | 1974 h/an   | 1973 h/an         |
| Pluie          | 1 023 mm/an | 770 mm/an         |
| Neige          | 18 j/an     | 14 j/an           |
| Orage          | 23 j/an     | 22 j/an           |
| Brouillard     | 85 j/an     | 40 j/an           |
| Gel            | env. 75     | ~                 |

| Records de températures | Basses          | Élevées         |
| ----------------------- | --------------- | --------------- |
| Janvier                 | −19,2 °C (1985) | +17,0 °C (1999) |
| Février                 | −21,7 °C (1956) | +24,0 °C (2019) |
| Mars                    | −11,3 °C (1964) | +24,7 °C (2005) |
| Avril                   | −5,6 °C (1970)  | +27,8 °C (2005) |
| Mai                     | −3,9 °C (1957)  | +31 °C (2005)   |
| Juin                    | +1,2 °C (1969)  | +37 °C (2022)   |
| Juillet                 | +3,8 °C (1954)  | +38 °C (2022)   |
| Août                    | +2,2 °C (1966)  | +37,2 °C (2003) |
| Septembre               | −1,2 °C (1962)  | +34 °C (2022)   |
| Octobre                 | −5,4 °C (1955)  | +28 °C (2011)   |
| Novembre                | −12 °C (1993)   | +22,9 °C (1981) |
| Décembre                | −15 °C (1994)   | +18,3 °C (1983) |

| Mois                              | jan. | fév. | mars | avril | mai  | juin | jui. | août | sep. | oct. | nov. | déc. | année |
| --------------------------------- | ---- | ---- | ---- | ----- | ---- | ---- | ---- | ---- | ---- | ---- | ---- | ---- | ----- |
| Température minimale moyenne (°C) | 1    | 2    | 4    | 6     | 10   | 13   | 15   | 15   | 12   | 10   | 5    | 2    | 7,9   |
| Température moyenne (°C)          | 3,6  | 4,9  | 6,8  | 9     | 12,7 | 16,1 | 18,7 | 18,4 | 16,1 | 12,3 | 7,2  | 4,9  | 10,9  |
| Température maximale moyenne (°C) | 8    | 9    | 13   | 16    | 20   | 23   | 25   | 25   | 21   | 17   | 11   | 8    | 16,3  |

## Toponymie
Il tire son nom de la rivière Vienne, qui le traverse d'est en ouest.
Son nom est aussi adapté dans les deux langues régionales. En limousin, dialecte occitan, le département est appelé Nauta Vienna ou Nauta Vinhana. En marchois, dialecte du Croissant (langue intermédiaire entre occitan et langue d'oïl) et parlé dans le nord du département, le nom est Naute Vienne ou Aute Vienne,.

## Histoire
Le département a été créé à la Révolution française, le 4 mars 1790, en application de la loi du 22 décembre 1789, à partir d'une partie de la province du Limousin (pour la moitié sud du département) et du comté de la Marche (sa moitié nord), ainsi que de quelques communes de l'Angoumois (au sud-ouest) et du Poitou (Rochechouart). Il hérite provisoirement du numéro 81, et devient le 87e département au XIXe siècle avec l'ajout de départements dans l'Est et le Nord-Est.

Carte du département de la Haute-Vienne (1790).

Il tire son nom de la rivière qui le traverse, la Vienne, affluent en rive gauche de la Loire, née sur le plateau de Millevaches en Corrèze.

### Origines

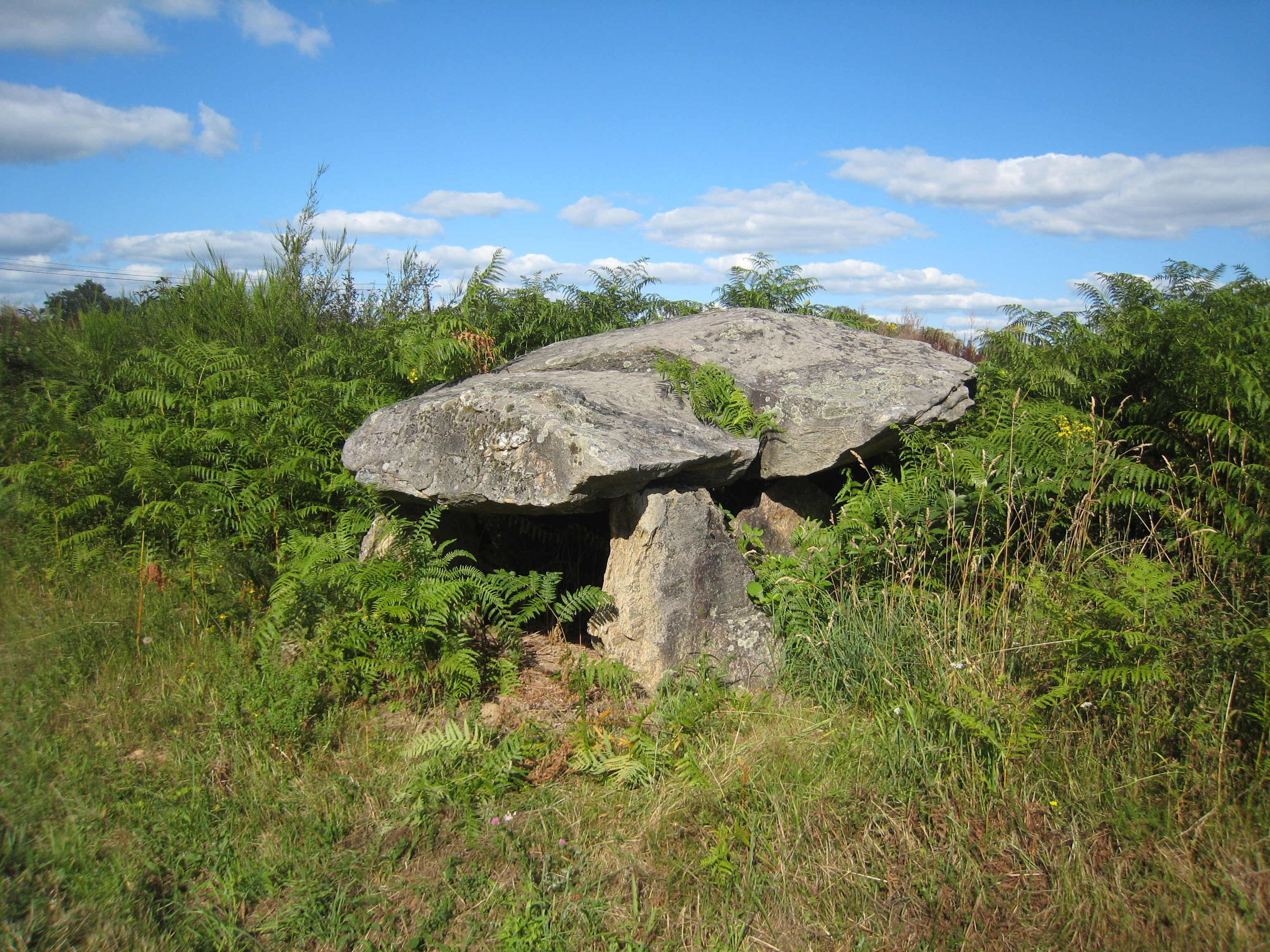
Dolmen à Verneuil-sur-Vienne.

Peu de vestiges préhistoriques ont été découverts sur le territoire qui correspond à l'actuel département. Quelques pièces et vestiges du Paléolithique et Mésolithique ont néanmoins été découvertes près de Saint-Jean-Ligoure et dans les vallées de la Gartempe et de la Vienne. L'avènement de l’agriculture et de nouvelles techniques plus élaborées ont permis la découverte de céramiques dans l'abri de la Roche aux fées, à Cieux.
L'installation humaine du Néolithique est plus facilement prouvée par différents ensembles mégalithiques, comme le dolmen de Chez Boucher à La Croix-sur-Gartempe, ou celui de la Borderie, à Berneuil (-2 650 av. J.-C.) et à Breuilaufa, et le mobilier funéraire trouvé avec attestant du commerce (flèches, coquillages, parures…). L'arrivée de l'âge du bronze est illustrée par les haches trouvées à Châlus.

### Période gallo-romaine

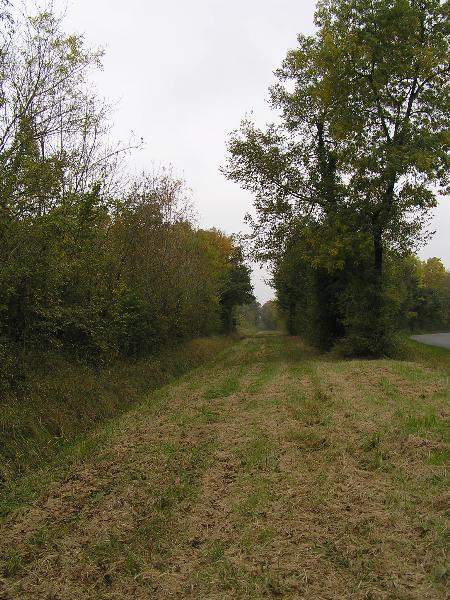
La voie d'Agrippa en Charente

L'arrivée des Romains avec la conquête de la Gaule se fait sur un territoire occupé par le peuple gaulois des Lémovices, qui donne son nom à la ville de Limoges et au Limousin. 10 000 d'entre eux furent envoyés à Alesia, menés par le chef Sedullos.
Le commerce s'organise dans une région abritant des ressources importantes. Minières : or à Saint-Yrieix-la-Perche,, exploité jusqu'à la fin du XXe siècle, étain. Agricoles, avec le vin dont la production est justifiée par la découverte d'amphores à Saint-Gence.
Sous le règne d'Auguste, Augustoritum (littéralement le gué d'Auguste), actuelle Limoges, est fondée sur la Vienne. L'établissement de la ville fait suite à une première capitale des Lémovices située sur un oppidum plus en amont, à Villejoubert, près de Saint-Denis-des-Murs. Son importance est vite remarquée, par l'existence d'un grand amphithéâtre romain et la position au carrefour de deux grandes voies romaines : la Via Agrippa, reliant Lugdunum (Lyon) à Mediolanum Santonum (Saintes), et une autre voie reliant l'Armorique et Avaricum (Bourges) à la Méditerranée.
Forte de sa position stratégique, Augustoritum fait partie de la province Aquitaine, tout comme d'autres localités : Rongomagus (Rancon), Blatomagus (Blond) et Carovicus (Château-Chervix).
Avec les premières tensions extérieures et les invasions barbares, la cité connaît un déclin dès le IIIe siècle.

### Moyen Âge

Blason du duché d'Aquitaine

La région est christianisée à partir du IIIe siècle mais la progression du christianisme sera lente et demeurera imparfaite. Un réseau paroissial important se constitue durant la période mérovingienne et la présence d’ermites entraîne un culte posthume de ces hommes, autour de leurs tombeaux.

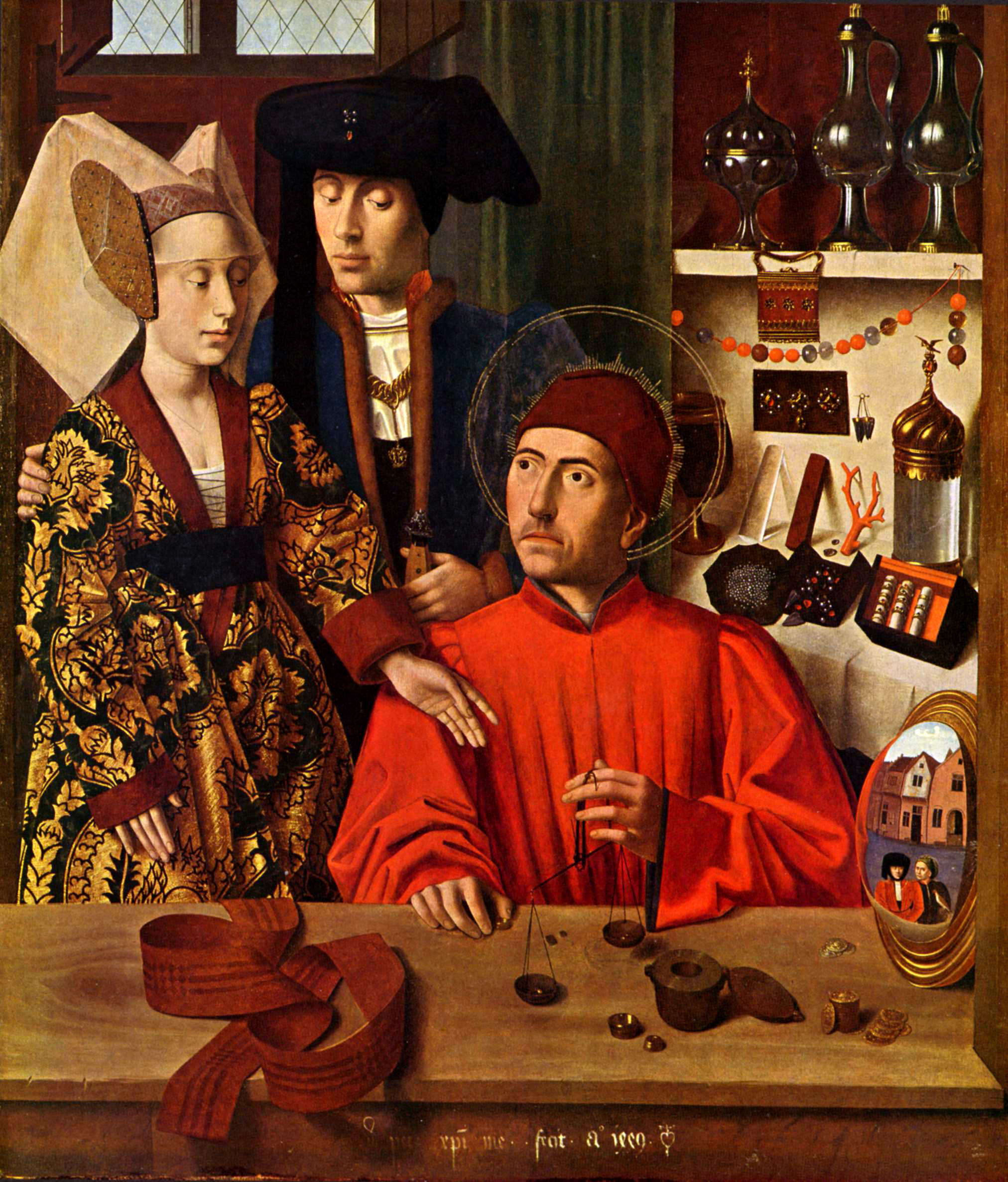
Saint Éloi

La domination des Wisigoths est de courte durée, car le Franc Clovis s'empare du Limousin après la bataille de Vouillé en 507. Querelles et révoltes se multiplient, et la région est rattachée au duché d'Aquitaine en 674. La vicomté de Limoges est bientôt créée.
Des communautés religieuses sont fondées : Solignac est fondée par Éloi de Noyon, Saint-Martial en 848. En 994, les reliques de saint Martial sont exposées afin d’éradiquer le « mal des ardents » ; ce sont les premières ostensions limousines. L'abbaye de Saint-Martial possède un imposant patrimoine. C'est aussi l'époque de prospérité de l'ordre de Grandmont, fondée par les disciples d'Étienne de Muret. Ces monastères œuvrent, en plus de leur rôle de christianisation, pour l'aménagement du territoire et l'agriculture.

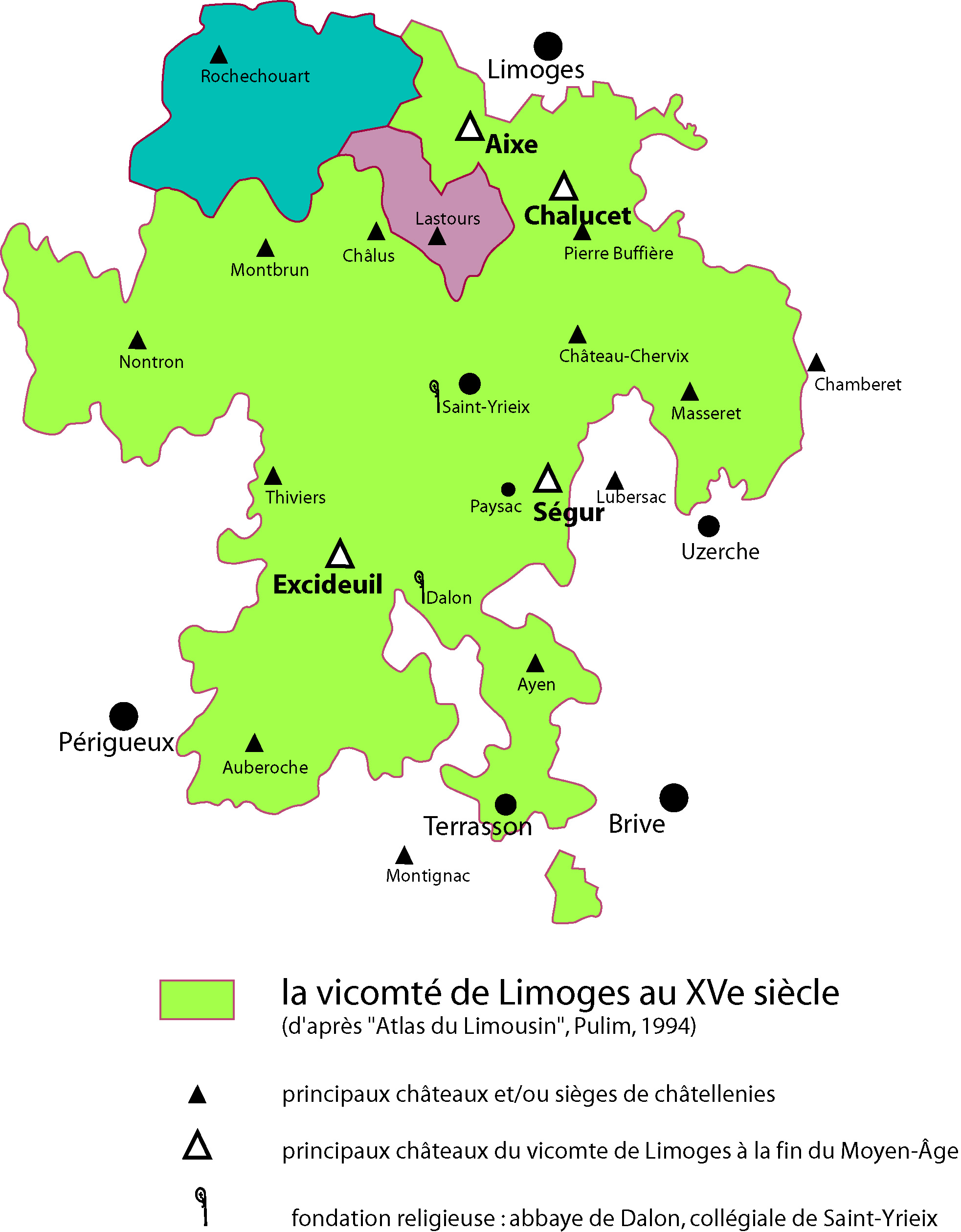
Vicomté de Limoges

Le Limousin est un territoire partagé entre diverses seigneuries, avec pour conséquence une forte insécurité. Les vicomtes réussissent à étendre leur influence vers le Périgord. Des châteaux sont construits sur des mottes : Châlucet, Lastours…
Aliénor d'Aquitaine, héritière du duc d'Aquitaine, divorçant de Louis VII, épouse en secondes noces Henri Plantagenêt, comte d'Anjou et du Maine, duc de Normandie, devenu roi d'Angleterre en 1158. Le Limousin est accolé à l'Aquitaine anglaise et se trouve au cœur des luttes entre Henri II et Louis VII.
Il en est de même à la génération suivante, entre Richard Ier, roi d'Angleterre, dit Richard Cœur de Lion et Philippe Auguste. À l'occasion d'une trêve entre les deux souverains, Richard décide de s'en prendre au vicomte Adémard V de Limoges, qui s'était rallié au roi de France en son absence. C'est au cours d'une expédition punitive contre les châteaux qui protégeaient Limoges par le sud, que Richard Cœur de Lion est mortellement blessé par le chevalier limousin Pierre Basile lors du siège du château de Châlus-Chabrol en 1199.

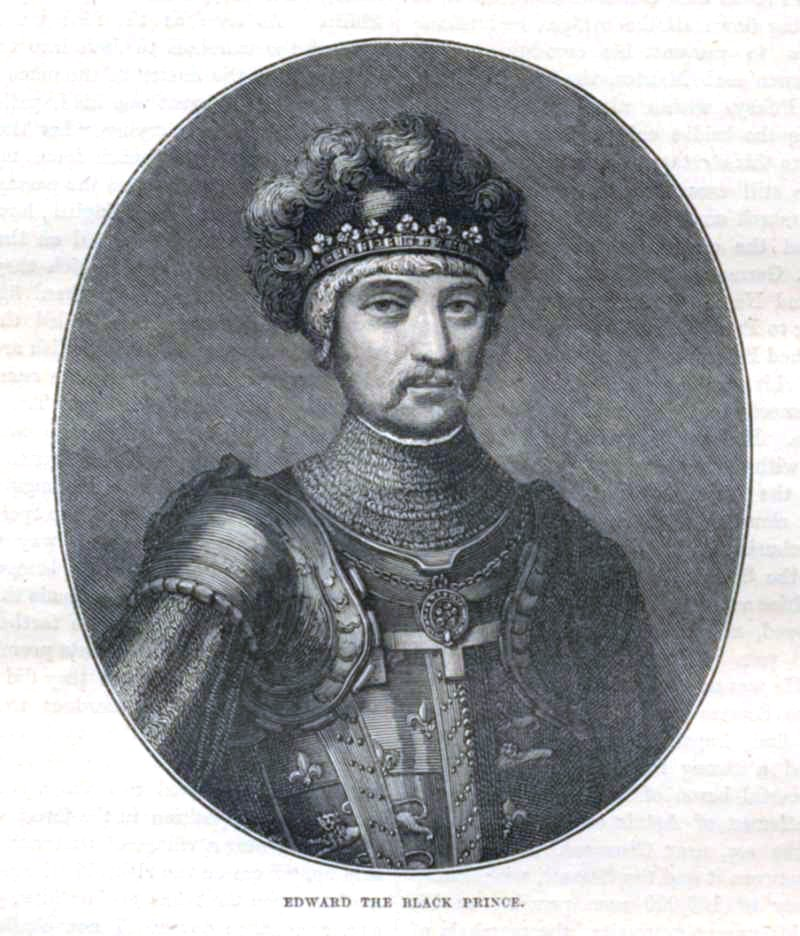
Édouard de Woodstock, dit Prince noir.

La région est durement éprouvée par la guerre de Cent Ans. Marche entre le duché de Guyenne, anglais, et le royaume de France, le Limousin est touché par les bandes de mercenaires qui ruinent les campagnes. Avec la défaite de Jean le Bon en 1356 et le traité de Brétigny, la France donne aux Anglais un grand territoire comprenant le Limousin. La Cité de Limoges donne son soutien à la couronne française, quand le Château apporte son aide à la couronne anglaise et au Prince noir. Celui-ci met Limoges à sac en 1370, mais la totalité de la ville se rend au roi de France.
Une paix précaire s'installe à nouveau, troublée notamment par la guerre civile entre Armagnacs et Bourguignons. Diverses cités trouvent un essor dans les échanges commerciaux en plus des pèlerinages religieux (ex. Le Dorat, Saint-Junien, Saint-Léonard-de-Noblat).

### Période moderne

La Haute-Vienne et les provinces qui occupaient son territoire avant 1790 : le Limousin, la Marche, l'Angoumois et le Poitou.

Le Limousin profite de la paix pour remettre son économie en marche. Les tanneries et les mégisseries se multiplient sur la Vienne, comme à Saint-Junien, où cet artisanat perdure jusqu'au XXe siècle. L'industrie du papier et l'imprimerie sont également créées. L'émaillerie connaît un nouvel essor à Limoges, sous la houlette du célèbre Léonard Limosin, qui officie à la cour de François Ier. Les échanges sont relancés, et des foires sont inaugurées (Saint-Loup et les Innocents à Limoges, toujours existantes de nos jours). En revanche, poètes (Jean Dorat) et auteurs préfèrent rallier Paris pour exercer.
La réforme protestante pénètre dans la région, entraînant des conversions, peu nombreuses malgré la propagande de Jeanne III de Navarre dite d'Albret, vicomtesse de Limoges. Le Limousin est le lieu de la victoire de l’armée royale sur les troupes de Gaspard II de Coligny à la bataille de La Roche-l'Abeille. Ruinés par la guerre, les paysans s'insurgent contre les seigneurs.
En installant et imposant la paix et protégeant les paysans, Henri IV permet au Limousin de connaître à nouveau une certaine prospérité. Il est accueilli par une foule enthousiaste lorsqu'il entre à Limoges le 20 octobre 1607.

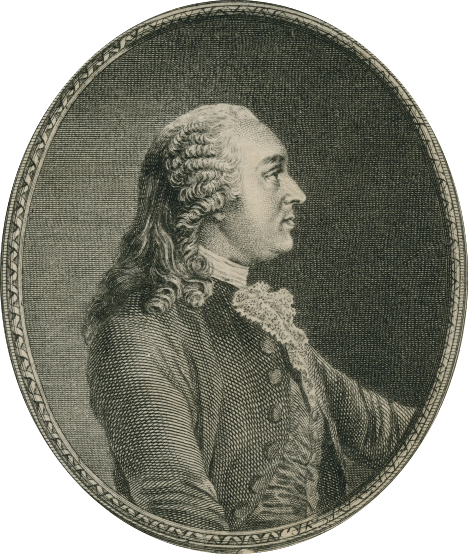
Turgot

La Contre-Réforme entraîne la création de nombreux couvents et ordres religieux, surtout à Limoges. Les laïcs pratiquent la bienfaisance à l'égard des religieux.
L’'industrie se développe au XVIIIe siècle est en forme, particulièrement avec le lancement par l'intendant Turgot de l'industrie porcelainière en 1765, après la découverte de kaolin à Saint-Yrieix-la-Perche dans le sud du département. Turgot permet aussi d'améliorer le réseau de transports, la fiscalité et l'agriculture.
Des auteurs du Limousin se font connaître, dont Tristan l'Hermite qui obtient du succès avec son chef-d'œuvre, La Mariane, et Jean-François Marmontel, secrétaire perpétuel de l'Académie française et l'un des plus grands écrivains limousins de cette époque.
Les idées des philosophes commencent aussi à circuler dans la bourgeoisie, relayées par les loges maçonniques dont la première voit le jour à Limoges en 1760.

### La Révolution française et le Premier Empire
Les États généraux sont convoqués par Louis XVI. Noblesse et tiers état se retrouvent dans des intérêts communs sur de nombreux points.

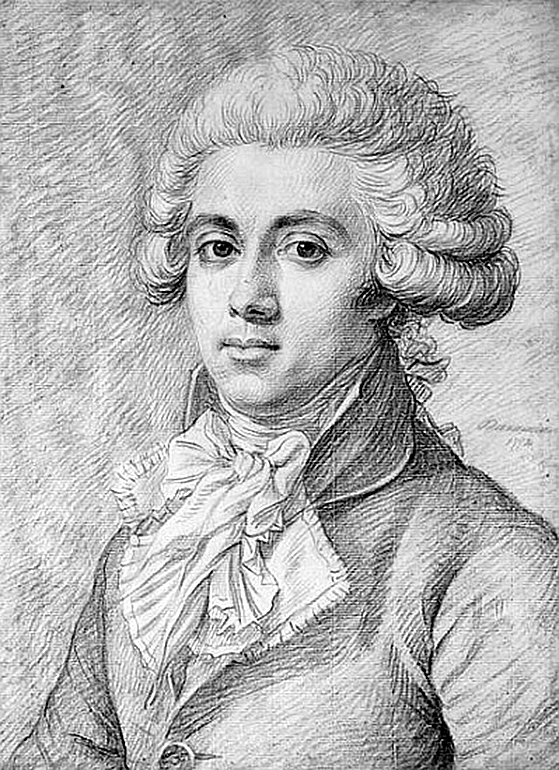
Vergniaud

Le Limousin fournit des hommes illustres à l'État, comme le révolutionnaire Pierre-Victurnien Vergniaud et le futur maréchal d'Empire Jourdan. La région connaît peu de violences. Les paysans profitent de la vente des biens nationaux et du partage des biens communaux.

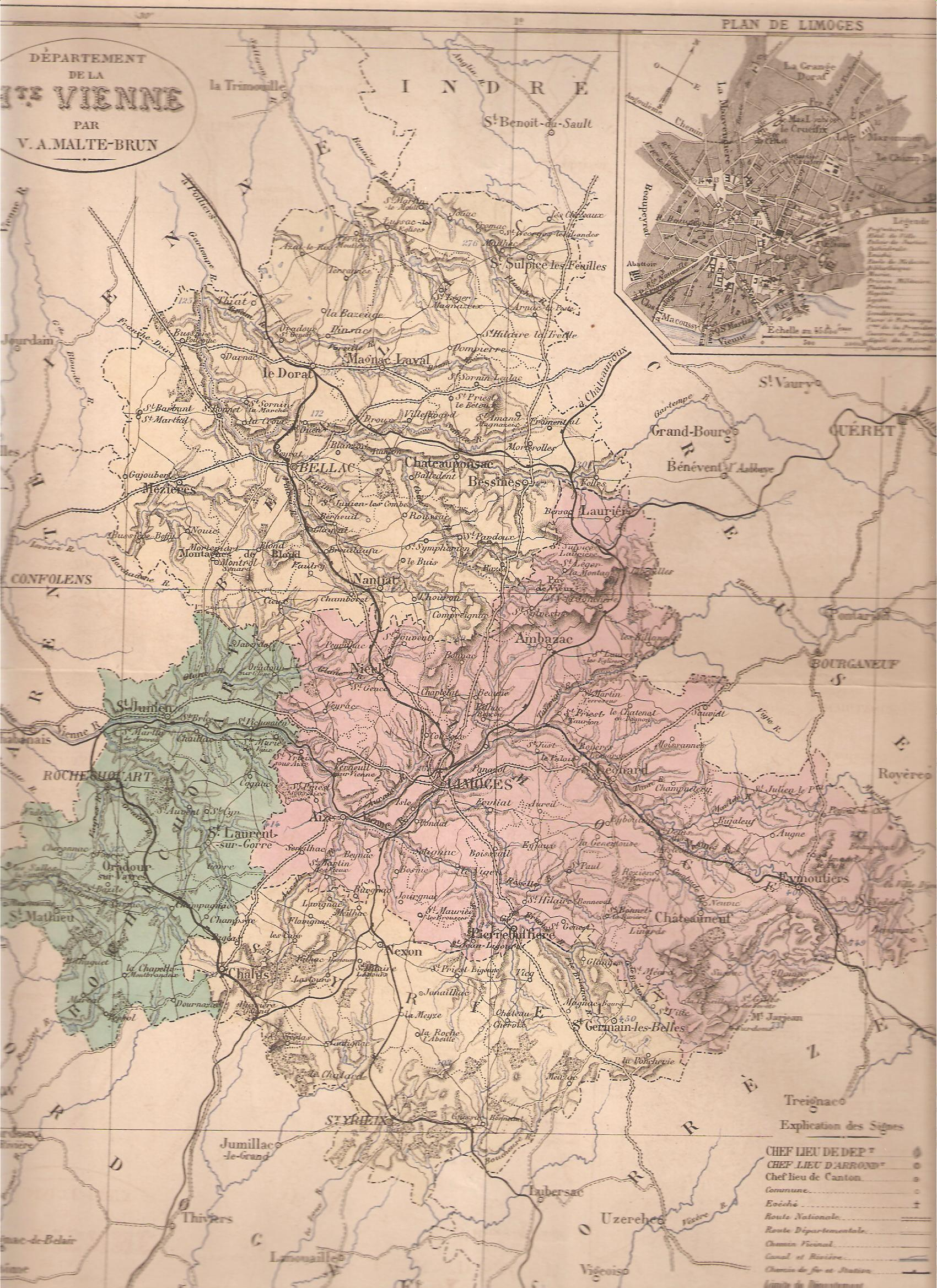
Carte de la Haute-Vienne par Victor-Adolphe Malte-Brun (1853).

Le territoire devenu Haute-Vienne traverse sans heurts la France de Napoléon Ier, en fournissant toujours des hommes importants, notamment des scientifiques (Guillaume Dupuytren, Cruveilher, Gay-Lussac).

### La période contemporaine
Le retour des souverains, pendant la Restauration, la monarchie de Juillet, puis le Second Empire, conjugué avec l'essor de l'industrie de la porcelaine, fait naître un début de ressentiment à l'égard de la monarchie et le début d'un ancrage à gauche, mené par la classe ouvrière.

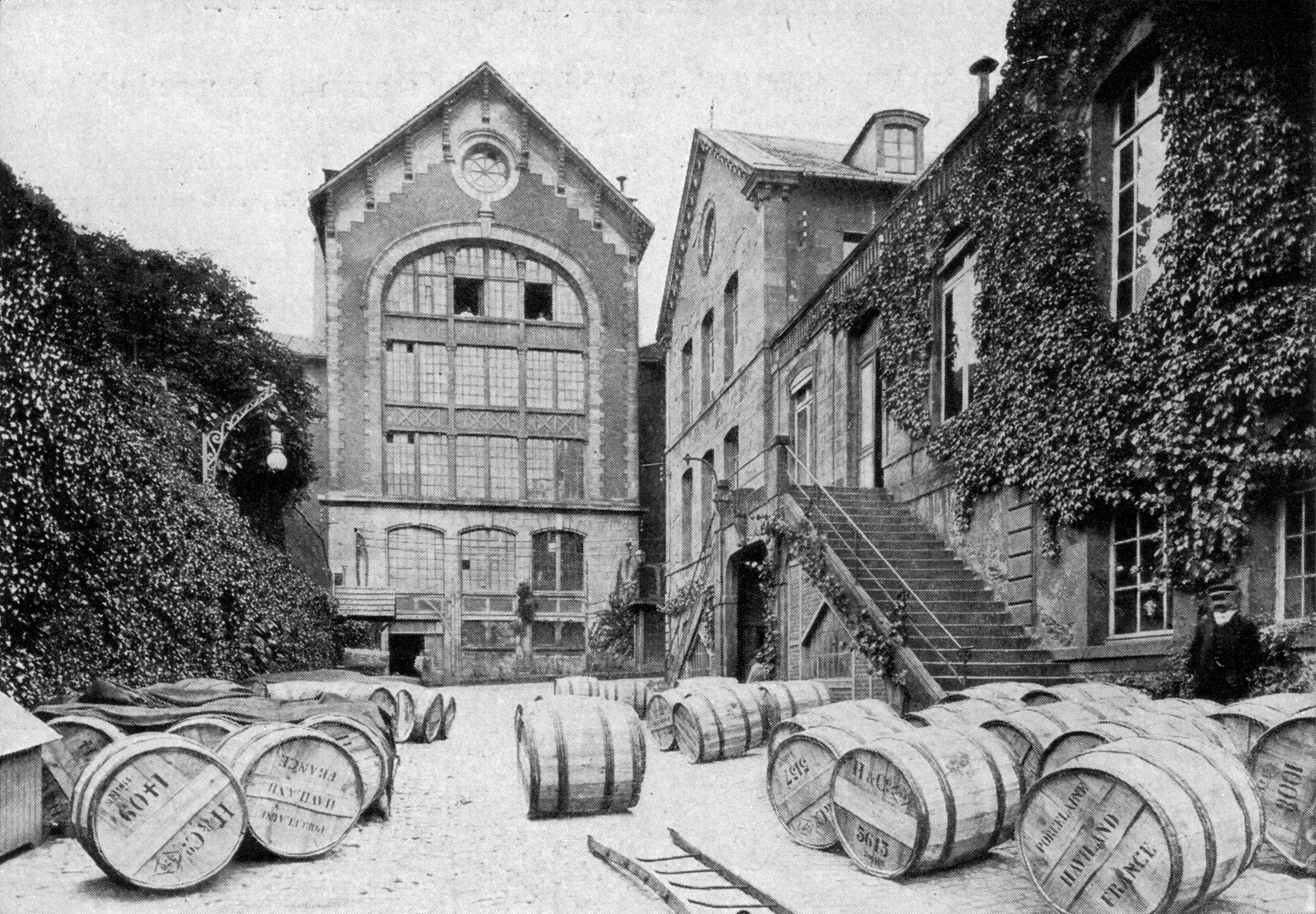
L'usine de porcelaine Haviland, au début du XXe siècle.

La Haute-Vienne se démarque aussi par son attachement rapide à la République, comme en témoigne la proclamation de celle-ci deux jours avant l'instauration nationale, en 1848. Lors des élections de 1849, les Hauts-Viennois élisent une majorité de députés radical-socialiste. La ville et le département acquièrent véritablement leur image de région rouge. Sous le Second Empire, un clivage émerge dans le département entre le monde urbain majoritairement républicain et les campagnes du département adhérant de plus en plus au bonapartiste. À la chute de l'Empire, une éphémère Commune est proclamée en 1871.
Cependant, comme au niveau national, les élections législatives du 8 février 1871 voient la victoire sans appel des forces monarchistes dans le département : six sièges sur les sept qui étaient à pourvoir passent entre leurs mains. La plupart de ces nouveaux élus sont des orléanistes, des monarchistes modérés, par exemple Teisserenc de Bort, ou André Duléry de Peyramont.
En 1876, les Républicains remportent très majoritairement les élections législatives dans le département.
La région connaît toujours une bonne santé économique (arrivée du chemin de fer en 1856, agriculture en expansions avec les bovins, production textile), permettant à la population d'augmenter : Limoges dépasse les 90 000 habitants à la veille de la Première Guerre mondiale, la Haute-Vienne compte plus de 300 000 âmes, le Limousin approche le million.

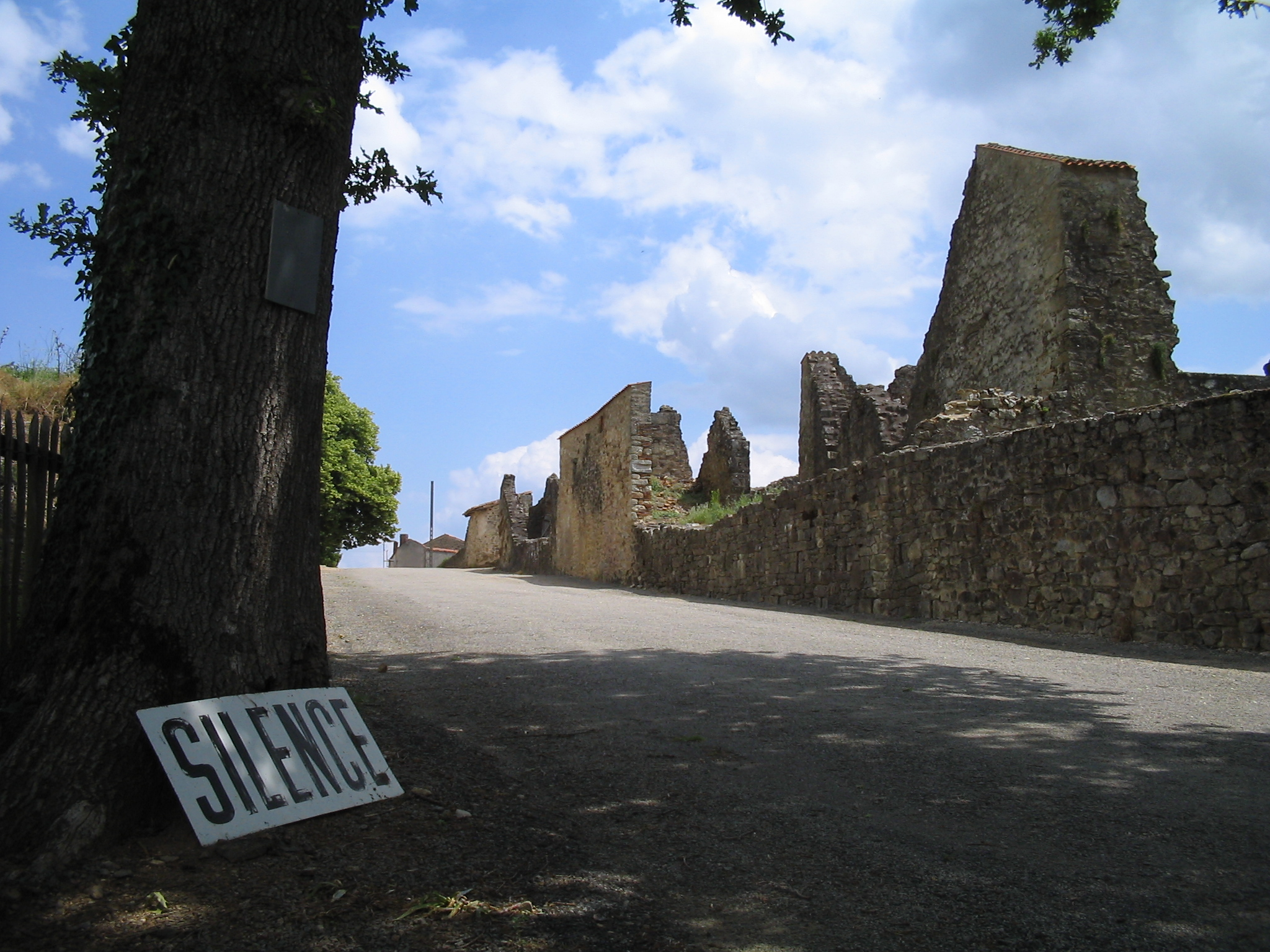
L'entrée du village martyr d'Oradour

Les idées politiques (socialisme et communisme) se développent, aidées par le syndicalisme embryonnaire (la CGT est créée à Limoges en 1895). Les premières grèves font leur apparition. Mais la vie locale, puis rapidement nationale, est marquée par les grèves de Limoges de 1905, quand les manifestations font un mort, Camille Vardelle.
La Grande Guerre tue un grand nombre de jeunes Haut-Viennois, et développe l'industrie de la chaussure et des draps. Les prix augmentent, les grèves sont nombreuses. Celles-ci donnent une image négative du Limousin. Les généraux incapables sont envoyés par Joffre à Limoges : d’où l’expression « limoger ».
La Seconde Guerre mondiale voit naître un important réseau de résistants, dirigé par Georges Guingouin, au sein du maquis du Limousin. À la fin de 1944, le département compte 14 992 FFI. La bataille du Mont Gargan voit environ 10 000 d’entre eux affronter les Allemands pendant plus de dix jours ; le massacre d'Oradour-sur-Glane rappelle la dureté et l'horreur du conflit.
Au 1er janvier 2016, la région Limousin, à laquelle appartenait le département, fusionne avec les régions Aquitaine et Poitou-Charentes pour devenir la nouvelle région administrative Nouvelle-Aquitaine.

## Administration

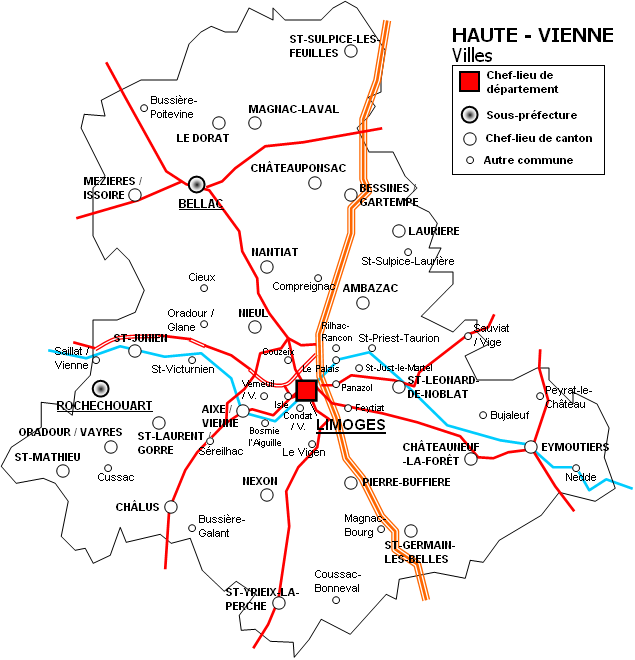
Carte des villes de la Haute-Vienne.

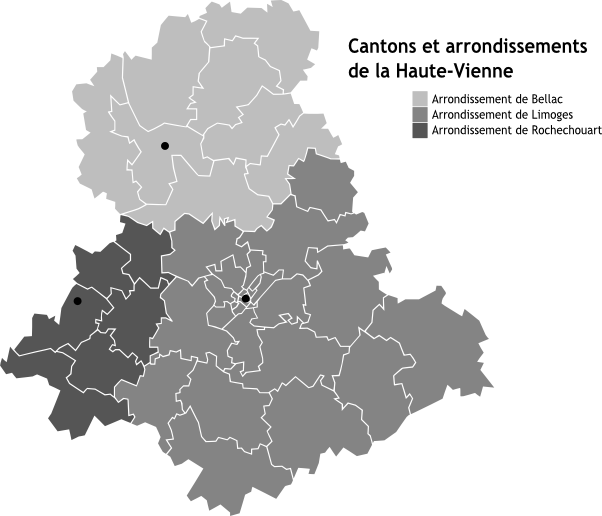
Arrondissements de la Haute-Vienne.

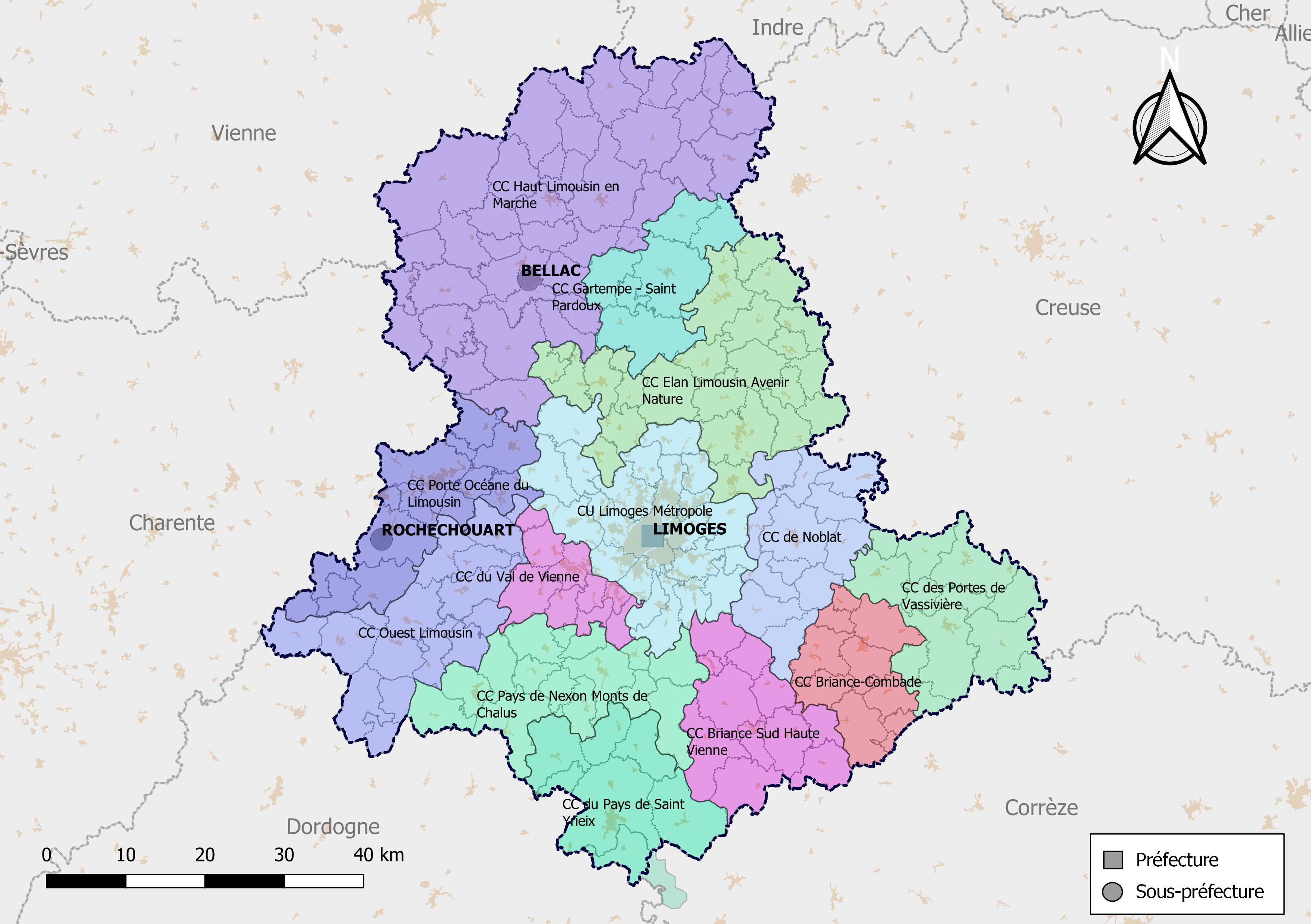
Carte des intercommunalités.

La Haute-Vienne est divisée en 3 arrondissements, 21 cantons et 195 communes.
Le conseil départemental de la Haute-Vienne est l'institution départementale.
- Liste des communes de la Haute-Vienne
- Liste des cantons de la Haute-Vienne
- Arrondissements de la Haute-Vienne
- Liste des intercommunalités de la Haute-Vienne
- Liste des préfets de la Haute-Vienne
- Liste des anciennes communes de la Haute-Vienne

Le département est divisé en 6 pays institués par la loi dite Voynet :
- Pays d'Ouest Limousin : 46 communes et 57 512 habitants
- Pays du Haut Limousin : 54 communes et 31 030 habitants
- Pays de Monts et Barrages : 32 communes et 21 116 habitants
- Pays de Saint Yrieix : 30 communes et 27 566 habitants
- Pays de Limoges : 25 communes et 198 035 habitants
- Pays de l'occitane et des Monts d'Ambazac : 16 communes et 18 704 habitants

### Justice
La cour d'appel de Limoges connaît des affaires jugées par les tribunaux de son ressort qui s'étend sur les départements de la Corrèze, de la Creuse et de la Haute-Vienne.
La réforme de la carte judiciaire voulue par la garde des Sceaux Rachida Dati a entraîné la suppression des tribunaux d'instance de Bellac, Rochechouart et Saint-Yrieix-la-Perche. Il n'existe plus désormais qu'un seul tribunal, le Tribunal judiciaire de Limoges.

### Politique

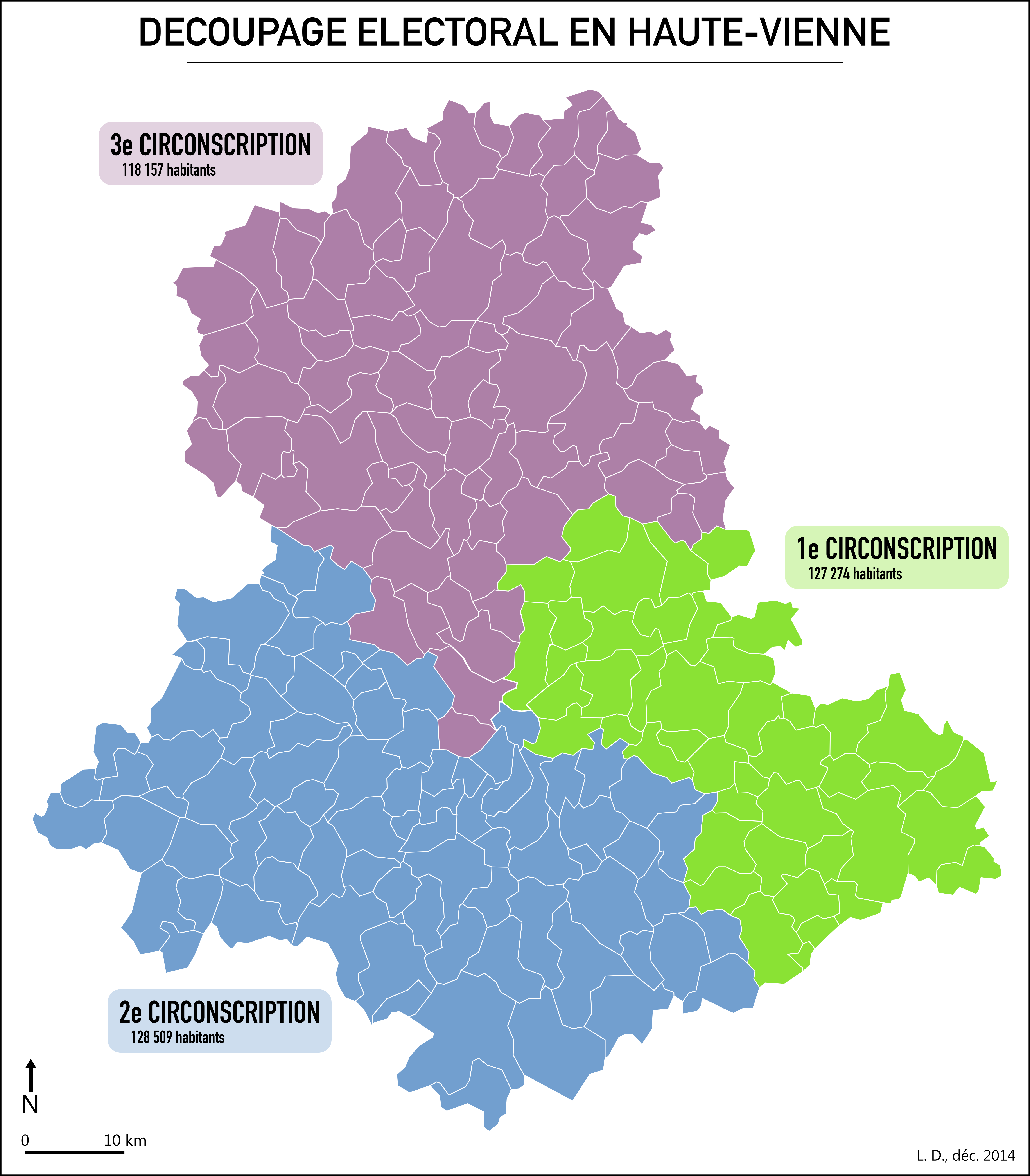
Carte des circonscriptions de la Haute-Vienne

Carte des cantons de la Haute-Vienne et couleur politique des conseillers départementaux élus en 2021.

Le département de la Haute-Vienne constitue de très longue date, un des points forts de l'influence de la gauche en France. Les suites de la Première Guerre mondiale, la tradition ouvrière et syndicale (la CGT s'est constituée au Congrès de Limoges en 1895) en ville comme à la campagne, puis la Résistance ont favorisé l'émergence d'une forte concurrence entre les deux courants de la gauche, le courant communiste et le courant socialiste, qui ont occupé largement l'espace politique du département.
Au début du XXIe siècle, le PCF conserve un poids notable, mais est jusqu'en 2017 largement dominé par le PS. L'hégémonie socialiste (les trois sièges de députés, les deux sièges de sénateurs, et la majorité des cantons et des communes de plus de 3 500 habitants occupés) prend cependant fin dans le courant de la décennie 2010. Dans un premier temps, ce déclin est consécutif au regain de la droite, symbolisé par la victoire inattendue d'une liste d'union de la droite et du centre lors des élections municipales de 2014, plusieurs réussites lors des élections départementales de 2015 et enfin l'élection inédite d'un sénateur centriste. Dans un second temps, l'élection d'Emmanuel Macron à la présidence de la République implique pleinement la Haute-Vienne dans le profond renouveau de l'Assemblée nationale en 2017, puisque les trois candidats socialistes (dont une sortante) sont éliminés dès le 1er tour, au profit d'affrontements opposant alternativement la gauche radicale, la droite et les candidats la République en Marche, ces derniers s'imposant dans les trois circonscriptions.
En dépit d'une hausse notable dans les années 2010, le vote d'extrême-droite demeure modeste.
Néanmoins, à partir des élections municipales de 2020, le PS haut-viennois et ses partenaires de gauche restent largement majoritaires dans le département sans pourtant réussir à reprendre la Ville de Limoges que Les Républicains conservent. Lors des élections sénatoriales 2020 en Haute-Vienne, le PS parvient à reconquérir le second poste de sénateur. Lors des élections départementales 2021, le PS et ses alliés de gauche (PCF, ADS) remportent largement le scrutin (34/42 sièges), ce qui constitue une nette augmentation de la majorité comparée à la précédente élection. En même temps, les élections régionales de 2021 montre le fort ancrage local du Parti socialiste qui remporte 6 sièges avec 42% des voix.
- Liste des députés de la Haute-Vienne
- Liste des sénateurs de la Haute-Vienne
- Liste des conseillers départementaux de la Haute-Vienne
- Conseil départemental de la Haute-Vienne

## Démographie
Les habitants de la Haute-Vienne sont les Haut-Viennois.

En 2022, le département comptait 372 438 habitants, en évolution de −0,68 % par rapport à 2016 (France hors Mayotte : +2,11 %).
| 1791 | 1801    | 1806    | 1821    | 1826    | 1831    | 1836    | 1841    | 1846    |
| ---- | ------- | ------- | ------- | ------- | ------- | ------- | ------- | ------- |
| -    | 245 150 | 241 986 | 272 330 | 276 351 | 285 130 | 293 011 | 292 848 | 314 739 |

| 1851    | 1856    | 1861    | 1866    | 1872    | 1876    | 1881    | 1886    | 1891    |
| ------- | ------- | ------- | ------- | ------- | ------- | ------- | ------- | ------- |
| 319 379 | 319 787 | 319 595 | 326 037 | 322 447 | 336 061 | 349 332 | 363 182 | 372 878 |

| 1896    | 1901    | 1906    | 1911    | 1921    | 1926    | 1931    | 1936    | 1946    |
| ------- | ------- | ------- | ------- | ------- | ------- | ------- | ------- | ------- |
| 375 724 | 381 753 | 385 732 | 384 736 | 350 235 | 351 311 | 335 873 | 333 589 | 336 313 |

| 1954    | 1962    | 1968    | 1975    | 1982    | 1990    | 1999    | 2006    | 2011    |
| ------- | ------- | ------- | ------- | ------- | ------- | ------- | ------- | ------- |
| 324 429 | 332 514 | 341 589 | 352 149 | 355 737 | 353 593 | 353 893 | 367 156 | 376 058 |

| 2016    | 2021    | 2022    | - | - | - | - | - | - |
| ------- | ------- | ------- | - | - | - | - | - | - |
| 374 978 | 371 691 | 372 438 | - | - | - | - | - | - |

À l'image du Limousin, la Haute-Vienne a vu sa population décroître au cours du XXe siècle, certes suivant un phénomène bien moindre à celui observé en Corrèze et surtout en Creuse. Depuis les années 1990, avec l'achèvement dans les années 1970 de l'exode rural et le regain d'attractivité des espaces ruraux observé à l'échelle nationale, la tendance s'est inversée, le département ayant donc gagné plus de 10 000 habitants. Cette tendance largement portée par l'espace périurbain de l'aire urbaine de Limoges, est due à plusieurs phénomènes : l'installation de Britanniques, de retraités, de diplômés natifs de la région mais ayant suivi leurs études ailleurs, l'arrivée de néo-ruraux. Les études de l'Insee mettent en évidence le rôle des axes de transport comme l'autoroute A20 dans cette attractivité, en plus de motivations liées au cadre de vie et à la pression foncière moindre qu'en ville. Les perspectives pour l'avenir sont toutefois incertaines, en raison d'un vieillissement toujours important, d'un solde naturel négatif et d'un taux de fécondité faible.
Au recensement de 1999, la Haute-Vienne était donc peuplée de 353 893 habitants, occupant ainsi le 59e rang national.
La densité de population de la Vienne qui s'établit à 67,5 hab./km2 en 2022 demeure cependant inférieure à celle de la région Nouvelle-Aquitaine qui, à la même date, s'établit à 72,7 hab./km2. Cette densité est largement inférieure à celle de la France métropolitaine qui est de 107,1 hab./km2.
La Haute-Vienne est dominée par le poids démographique de Limoges. Les petits pôles urbains ruraux, s'ils permettent de structurer le territoire en relayant services et commerces, pâtissent de cette suprématie de la préfecture. La commune de Limoges regroupe à elle-seule 37 % des habitants du département, ce qui place Limoges au 4e rang national métropolitain selon le poids démographique de la préfecture vis-à-vis de la population départementale, derrière Paris (100 %), Ajaccio (47 %) et Marseille (43,3 %).

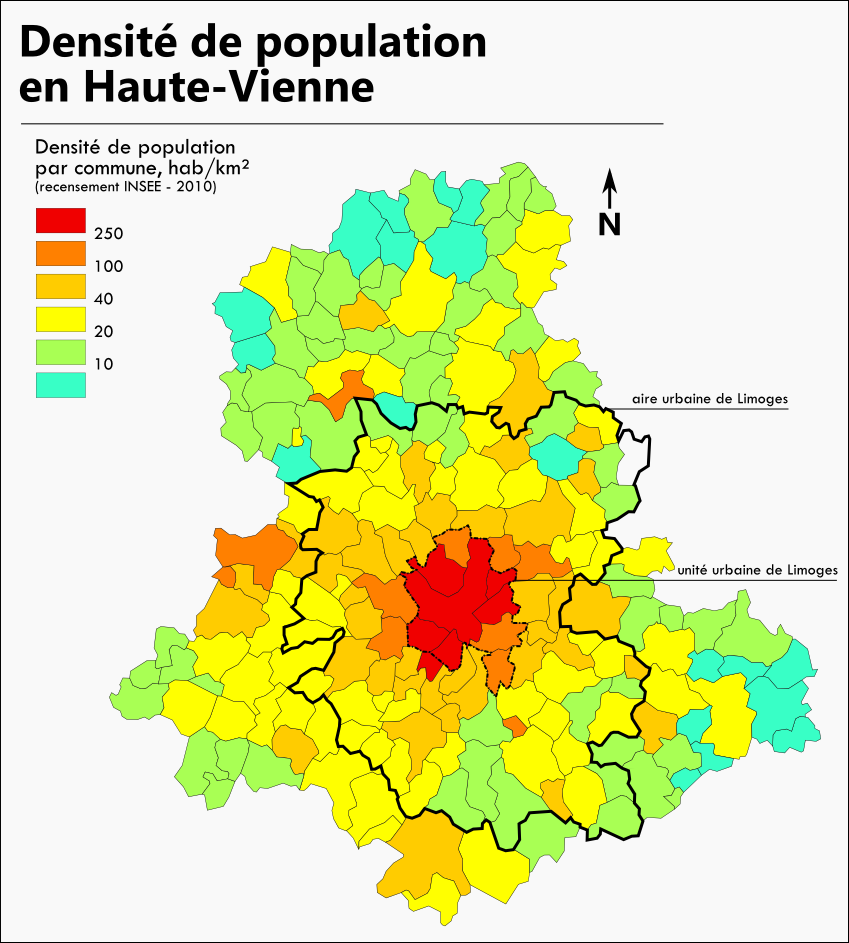
Densité de population des communes en 2010
+ de 250 hab./km²
de 100 à 250
de 40 à 100
de 20 à 40
de 10 à 20
- de 20

Le département possède deux aires urbaines : Limoges (283 000 hab.) et Saint-Junien (13 455 hab.).
Le canton le plus peuplé de Haute-Vienne est le canton de Saint-Yrieix-la-Perche, qui rassemble 20 814 habitants en 2022, soit 5,6 % de la population départementale. Le canton le moins peuplé est le canton de Limoges-7, qui rassemble 13 498 habitants en 2022, soit 3,6 % de la population départementale.
À la suite du conflit entre l'Ukraine et la Russie débuté en 2022, la Haute-Vienne a accueilli 644 réfugiés ukrainiens, à la date du 23 août 2022, d'après le bureau d'accueil dédié de la préfecture de la Haute-Vienne.

### Communes les plus peuplées
| Nom                     | Code Insee | Intercommunalité               | Superficie (km2) | Population (dernière pop. légale) | Densité (hab./km2) | Modifier                                    |
| ----------------------- | ---------- | ------------------------------ | ---------------- | --------------------------------- | ------------------ | ------------------------------------------- |
| Limoges                 | 87085      | CU Limoges Métropole           | 78,03            | 129 754 (2022)                    | 1 663              | modifier les données · modifier les données |
| Saint-Junien            | 87154      | CC Porte Océane du Limousin    | 56,82            | 11 382 (2022)                     | 200                | modifier les données · modifier les données |
| Panazol                 | 87114      | CU Limoges Métropole           | 20,05            | 11 207 (2022)                     | 559                | modifier les données · modifier les données |
| Couzeix                 | 87050      | CU Limoges Métropole           | 30,69            | 10 011 (2022)                     | 326                | modifier les données · modifier les données |
| Isle                    | 87075      | CU Limoges Métropole           | 20,18            | 7 915 (2022)                      | 392                | modifier les données · modifier les données |
| Saint-Yrieix-la-Perche  | 87187      | CC du Pays de Saint-Yrieix     | 100,98           | 6 873 (2022)                      | 68                 | modifier les données · modifier les données |
| Feytiat                 | 87065      | CU Limoges Métropole           | 24,74            | 6 174 (2022)                      | 250                | modifier les données · modifier les données |
| Le Palais-sur-Vienne    | 87113      | CU Limoges Métropole           | 10,33            | 5 861 (2022)                      | 567                | modifier les données · modifier les données |
| Aixe-sur-Vienne         | 87001      | CC du Val de Vienne            | 22,85            | 5 860 (2022)                      | 256                | modifier les données · modifier les données |
| Ambazac                 | 87002      | CC Élan Limousin Avenir Nature | 57,83            | 5 565 (2022)                      | 96                 | modifier les données · modifier les données |
| Condat-sur-Vienne       | 87048      | CU Limoges Métropole           | 15,47            | 5 208 (2022)                      | 337                | modifier les données · modifier les données |
| Verneuil-sur-Vienne     | 87201      | CU Limoges Métropole           | 34,52            | 4 940 (2022)                      | 143                | modifier les données · modifier les données |
| Rilhac-Rancon           | 87125      | CU Limoges Métropole           | 17,42            | 4 733 (2022)                      | 272                | modifier les données · modifier les données |
| Saint-Léonard-de-Noblat | 87161      | CC de Noblat                   | 55,59            | 4 319 (2022)                      | 78                 | modifier les données · modifier les données |
| Rochechouart            | 87126      | CC Porte Océane du Limousin    | 53,88            | 3 637 (2022)                      | 68                 | modifier les données · modifier les données |

## Économie

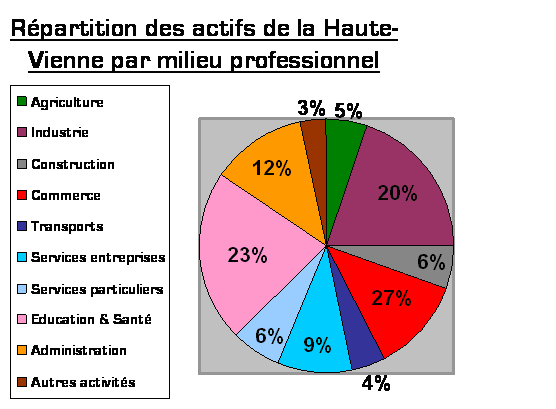
Répartition des actifs selon les professions

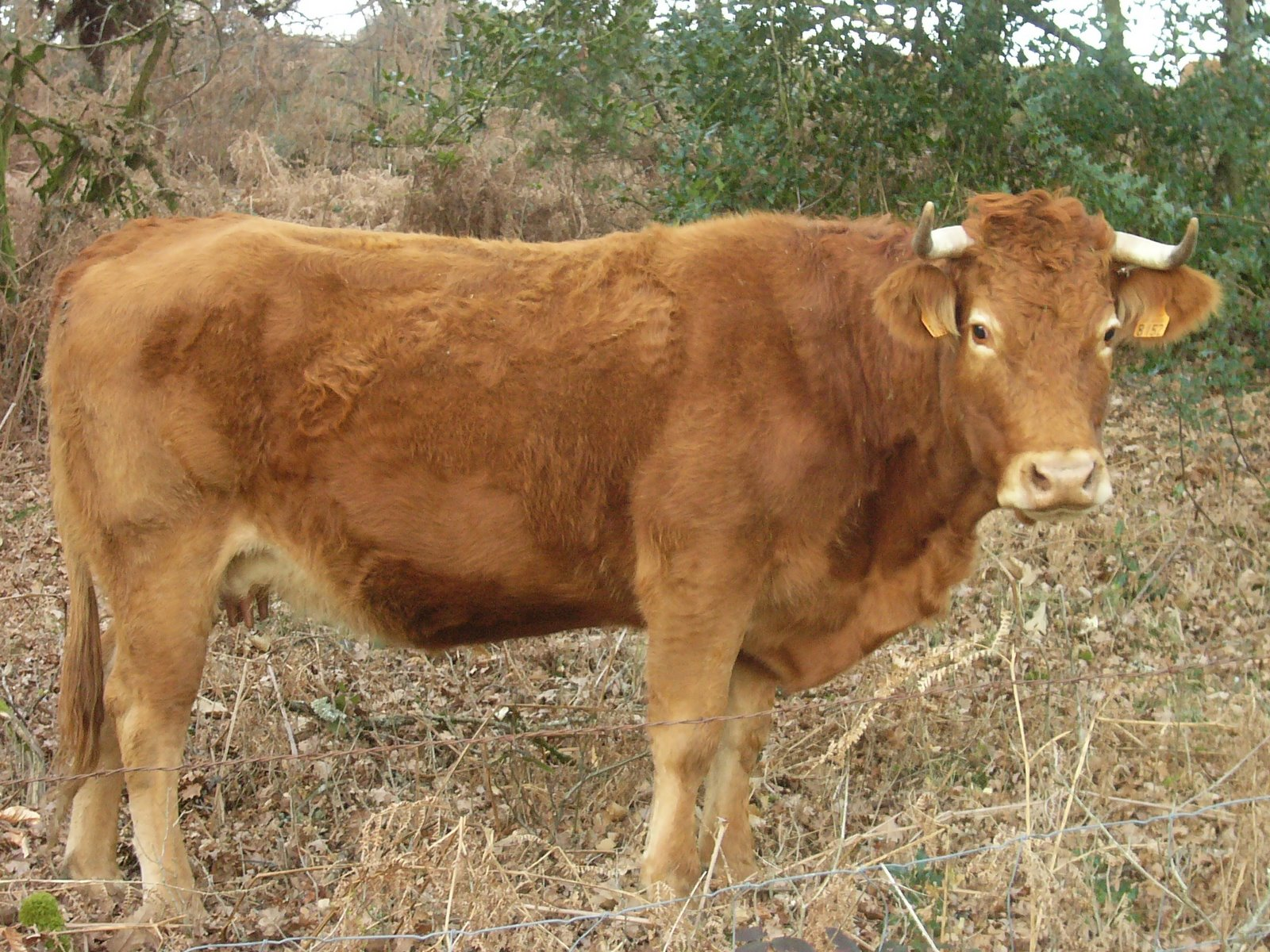
Race bovine limousine

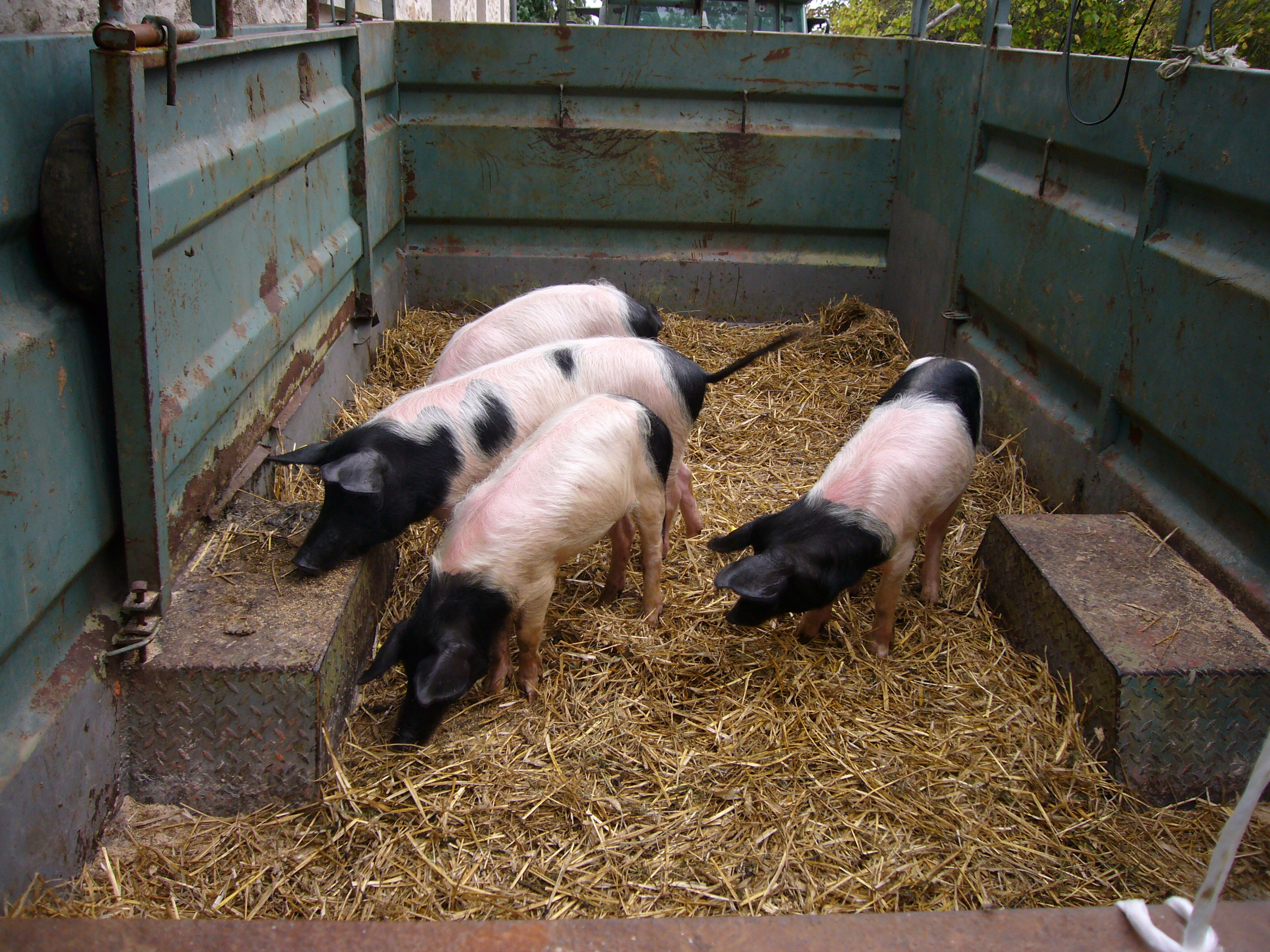
Cul-noirs limousins

L'industrie, secteur important auparavant comme dans bon nombre de régions françaises, a traversé la crise. L'économie locale est marquée par la présence de nombreuses industries ayant de plus en plus tendance à se rapprocher de l'économie de patrimoine ou traditionnelle, tout en gardant leur aspect industriel. Les plus connues de ces activités sont l'émail et la porcelaine de Limoges, les chaussures Weston, les ganteries de Saint-Junien. L'automobile paraît désormais être un des piliers de l'industrie limougeaude, avec l'entreprise Renault Trucks (ex. RVI-Saviem) et l'équipementier Valeo (famille transmissions). L'industrie de la Haute-Vienne est aussi symbolisée par l'industrie du bois de manière contemporaine (International Paper à Saillat-sur-Vienne) comme historique (port du Naveix, ancien port où arrivaient les troncs d'arbre flottant sur la Vienne depuis Eymoutiers, et par l'activité minière, étant donné que c'est en Haute-Vienne que se trouvaient les mines d'uranium les plus productives de France au XXe siècle.
Les services sont désormais le secteur dominant, avec la présence d'entreprises de renommée mondiale (Legrand), des techniques de pointe (technopole Ester), d'écoles reconnues (ENSIL), et l'augmentation des ressources dues au tourisme en expansion.
L'agriculture garde encore une importance non négligeable, dominée par l'élevage bovin (race limousine, les porcins (cul noir limousin), et l'élevage ovin. Une part de cultures existe, avec la présence d'AOC (pomme du Limousin). Les cultures céréalières restent marginales, et le vignoble quasi inexistant, ravagé par le phylloxera.
Le taux de chômage du département reste, à l'image du Limousin, avec 7,4 %, inférieur au taux national.
Les entreprises du département emploient 60 619 salariés répartis dans 11 046 établissements. 88 établissements emploient 100 salariés ou plus.

## Transport

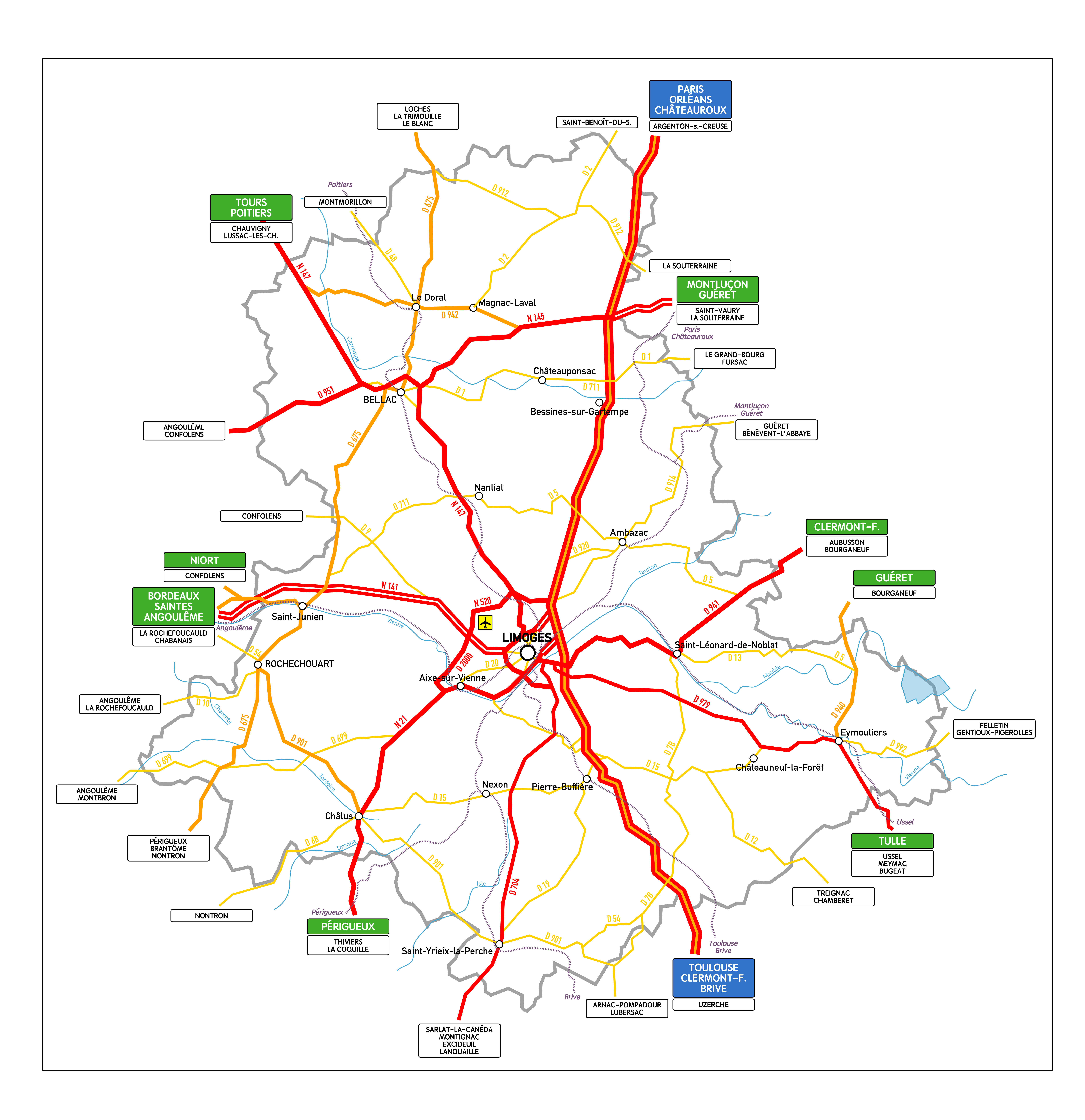
Carte des moyens de transport.

À l'image de la région et du Massif central, la Haute-Vienne a longtemps pâti de son isolement et de sa mise à l'écart des grands axes de communication. Les années 1990 et surtout les années 2000 ont vu une nette amélioration des moyens de transports principalement sur le plan routier. Ce fut le cas avec la mise en service progressive de l'autoroute A20 (Paris-Toulouse via Orléans et Limoges), qui plus est gratuite entre Vierzon et Brive, et la mise à 2x2 voies en Haute-Vienne de la Route nationale 141 en direction d'Angoulême.
Historiquement, depuis le XIXe siècle, la Haute-Vienne est desservie sur le plan ferroviaire par deux axes d'importance nationale tels que la ligne dite du POLT (Paris-Orléans-Limoges-Toulouse) et la ligne Lyon - Bordeaux. Aujourd'hui, les liaisons avec Paris offrent les fréquences les plus régulières, avec 10 allers-retours quotidiens effectués en 3 heures environ. Les liaisons avec les autres grandes métropoles se sont détériorées au cours des dernières décennies : suppression des relations directes avec Nantes puis Lyon et Clermont-Ferrand, diminution des fréquences et/ou allongement du temps de parcours avec les autres grandes villes telles que Bordeaux et Toulouse. L'aller-retour quotidien par TGV mis en place en 2007, et qui offrait une relation directe avec l'aéroport Paris-Charles-de-Gaulle et Lille par l'utilisation de la ligne du POLT, a été supprimé en 2016. Par ailleurs le projet de TGV entre Poitiers et Limoges, à l'étude entre 2006 et 2016, a été fortement remis en question dans les années 2010. Il vise à ouvrir le territoire aux transports interprovinciaux indépendamment de la région parisienne, s'inscrivant dans la même vision d'aménagement du territoire que celle de la transversale Alpes Auvergne Atlantique.

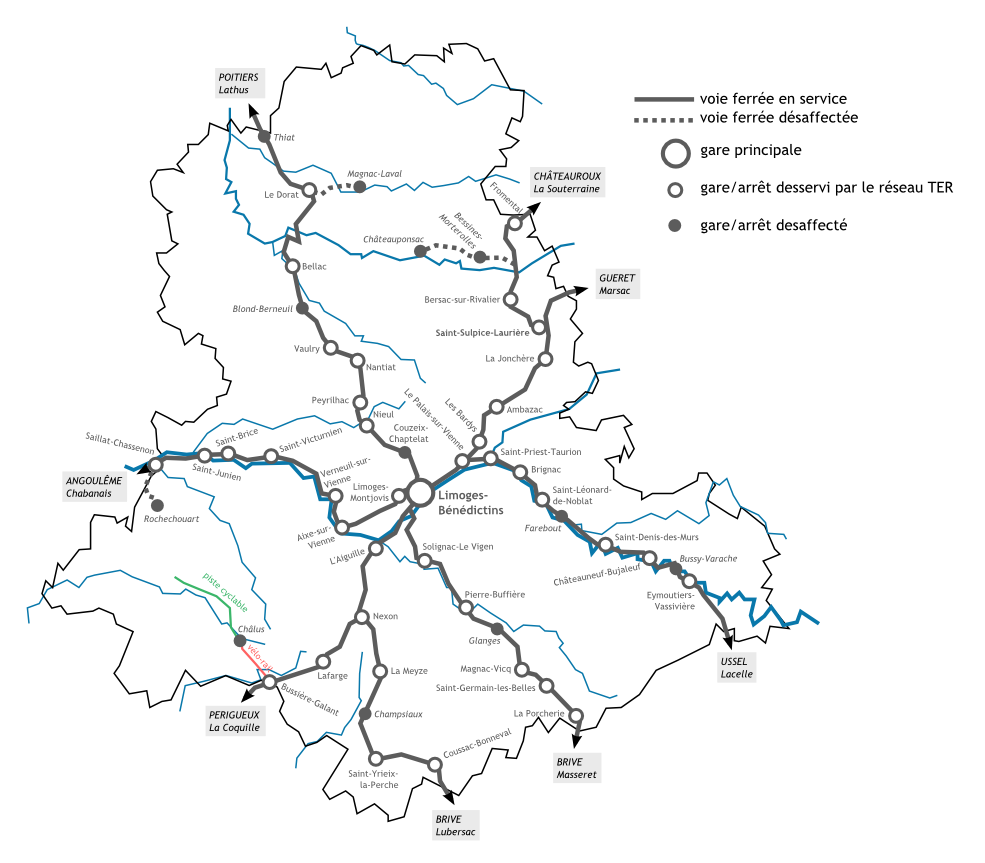
Réseau ferré départemental.
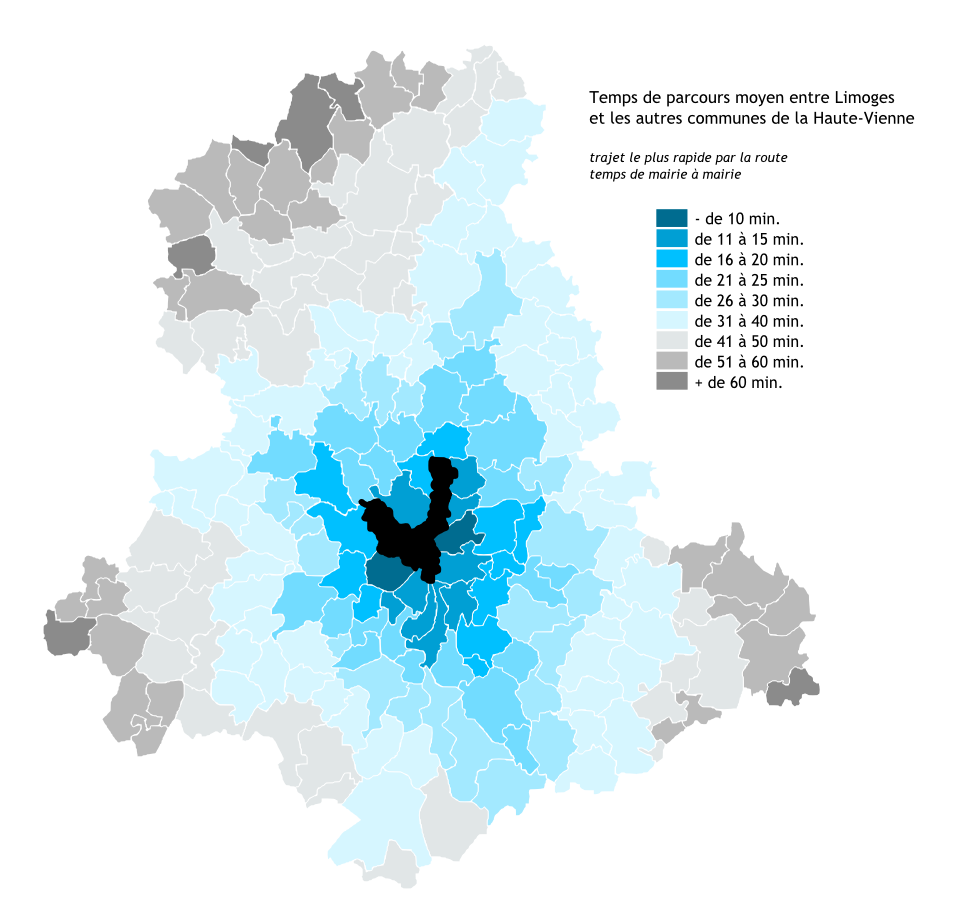
Temps de parcours par la route entre Limoges et les communes de la Haute-Vienne.
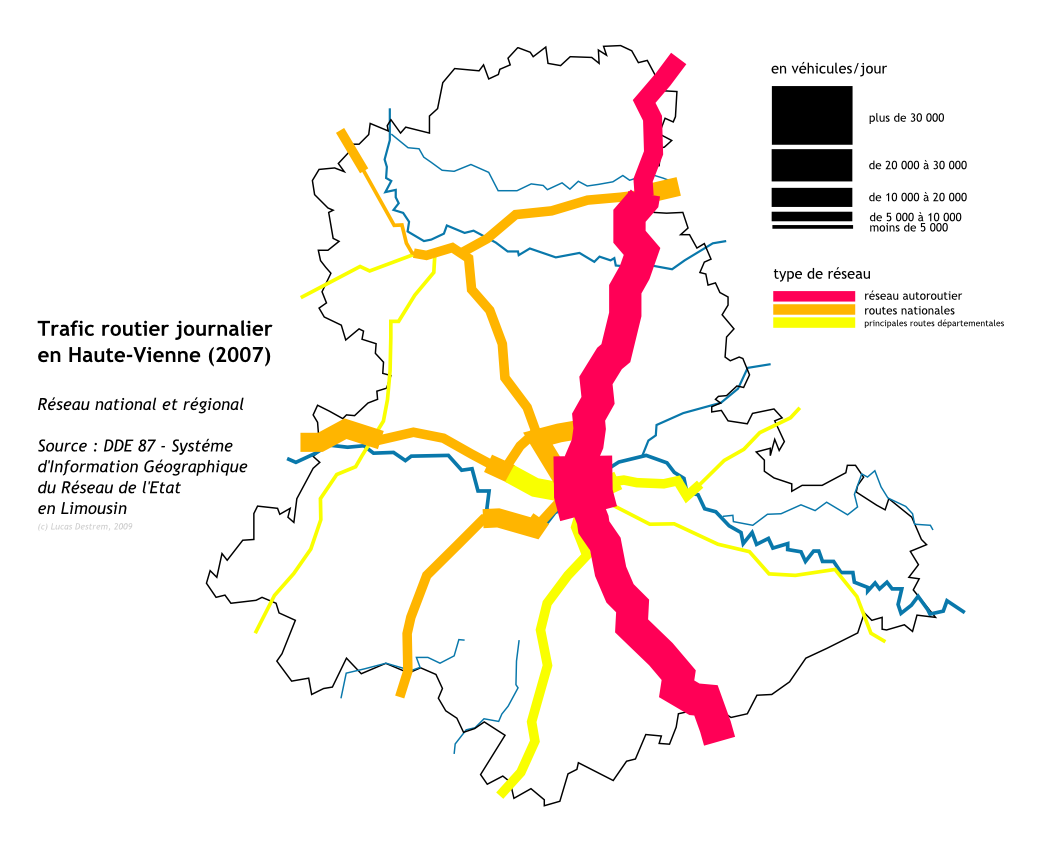
Trafic journalier 2007 en Haute-Vienne.

Durant le début des années 2000, les transports aériens étaient en pleine expansion surtout dans le domaine des compagnies aériennes à bas coût, avec la fréquentation en forte hausse de l'aéroport de Limoges-Bellegarde, notamment vers l'Angleterre. La fréquentation a diminué lors de la crise du Covid-19. Cependant, la crise économique de 2008 semblait avoir des impacts sur la présence britannique, puisque de nombreux flux inverses avaient été observés. De plus, l'ouverture en 2010 de l'aéroport de Brive devait avoir des conséquences sur le trafic à Limoges.

## Éducation

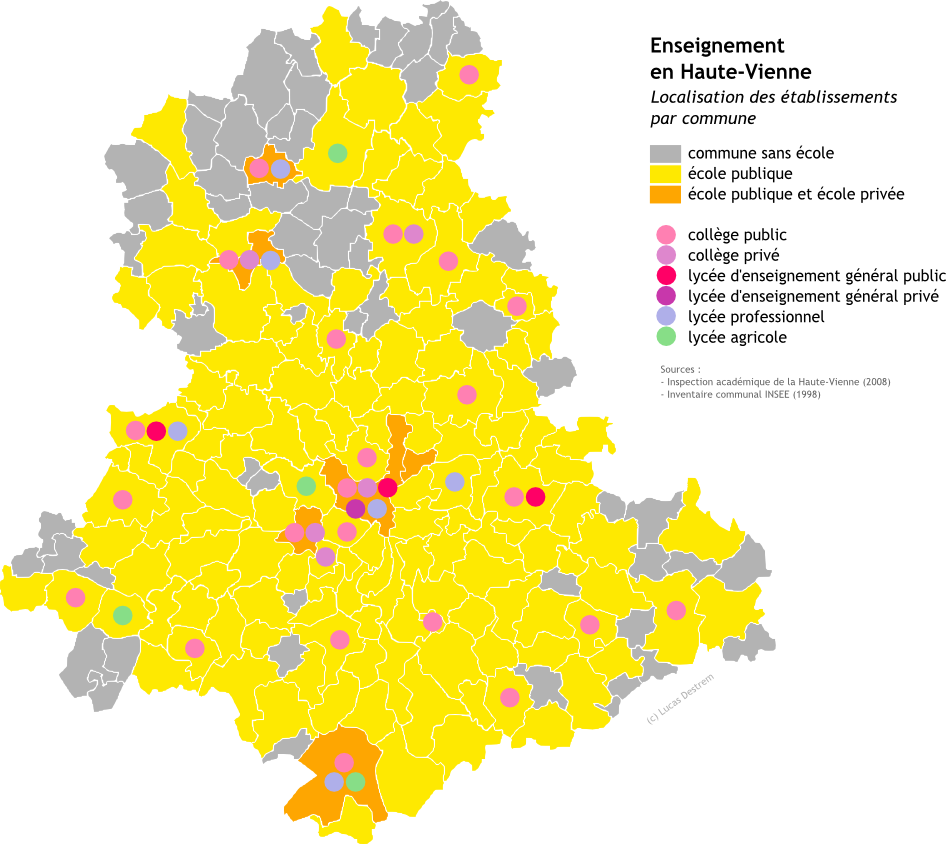
Carte des écoles, collèges et lycées

Limoges est le siège depuis 1968 d'une université : l'université de Limoges, réunissant plus de 20 000 étudiants sur l'académie. S'ajoutent plusieurs écoles et centres de formation réputés : l'ENSIL, le ENSCI, l'3IL...
Le département rassemble 204 écoles primaires, 268 établissements publics pour 11 privés. Il y a 33 collèges publics et 5 privés. On dénombre 12 lycées publics et 3 lycées privés.

## Religions
Le département possède des lieux de culte des principales religions notamment à Limoges.
Le diocèse catholique de Limoges qui fait partie de la province ecclésiastique de Poitiers recouvre deux départements, la Haute-Vienne et la Creuse, et a son siège épiscopal sur le territoire de la commune, lieu habituel de la résidence de l'évêque. Le diocèse est actuellement vacant depuis le nomination de Pierre-Antoine Bozo à La Rochelle en août 2025.

## Culture

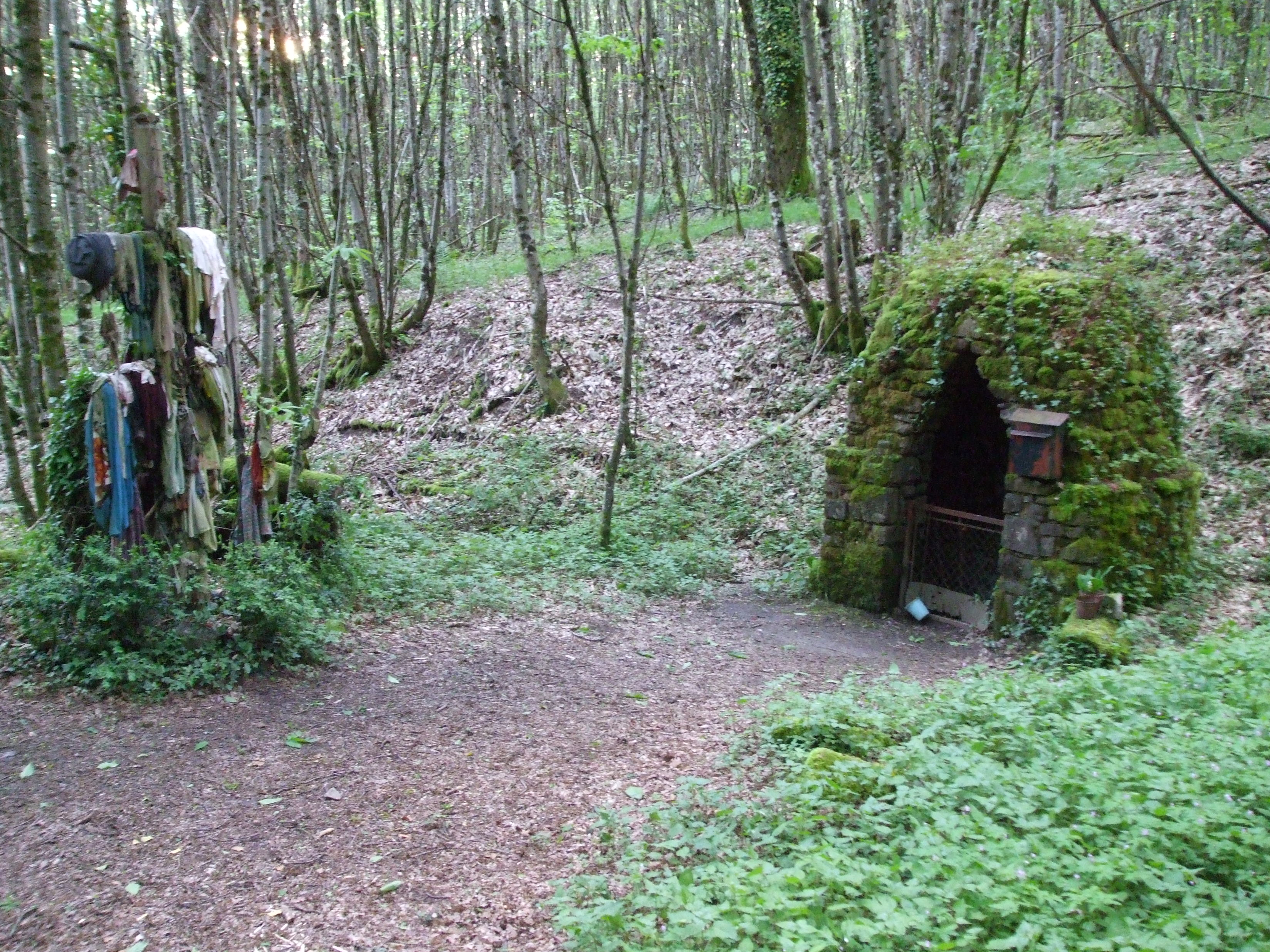
Bonne fontaine 1 de Courbefy, Bussière-Galant.

### Littérature
En 2008, Laurent Bourdelas publie le premier ouvrage de référence consacré à la littérature du Limousin de l'Antiquité à nos jours : Du Pays et de l'exil - Un Abécédaire de la littérature du Limousin, postface de Pierre Bergounioux, Les Ardents Éditeurs. On y retrouve la plupart des écrivains, poètes, dramaturges originaires de la région ou s'y étant installés. Bon nombre d'entre eux sont originaires de la Haute-Vienne. Ce livre est salué par Georges-Emmanuel Clancier, fourmille de renseignements souvent inédits ou ignorés[réf. souhaitée].

### Langue

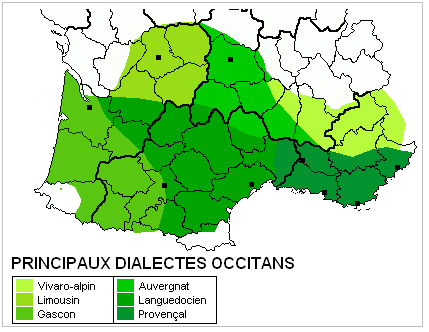

Jusqu'au XVIe siècle, la langue parlée quasi exclusivement est le limousin, dialecte de l'ensemble occitan (à côté de l'auvergnat, du languedocien, du gascon, du provençal et du vivaro-alpin). Elle est la langue des premiers troubadours (trobadors en occitan, de trobar=trouver -le thème, la rime...-).
Le limousin reste la langue orale dominante jusqu'au début du XXe siècle, époque à partir de laquelle le français prend le dessus, notamment par l'interdiction formelle de parler l'occitan à l'école. La langue est donc dès les années 1930 peu à peu reléguée aux zones les plus rurales, où elle est encore parlée quotidiennement aujourd'hui, surtout par les natifs limousins ayant plus de 50 ans. Beaucoup de personnes plus jeunes comprennent cependant le "patois", de par leurs parents et grands-parents.
La culture et la langue occitanes restent vivaces, tout comme la musique traditionnelle (voir paragraphe Musique plus bas).
L'Institut d'études occitanes, le Félibrige et d'autres associations, s'attachent depuis plusieurs décennies à faire perdurer la pratique et l'étude de l'occitan limousin.
On trouve également une signification occitane dans de nombreux patronymes et dans la majorité des toponymes limousins. La langue a surtout laissé sa trace dans les tournures de phrases (limousinismes) des Limousins, ainsi que dans leur accent : les "ai", prononcés "è" dans le Nord de la France, sont ici prononcés "é" (exemple : français donne francé).

### Gastronomie
La gastronomie du département et plus généralement de la région, est caractérisée par l'utilisation d'ingrédients simples tels les fruits, la pomme de terre, les champignons, la Limousine (race bovine) ou la châtaigne.
Un des emblèmes de la cuisine locale reste le pâté de pomme de terre. On retrouve nombre de recettes différentes pour ce même plat. Sont également fortement reconnus les galétous (ou tourtous), le boudin noir, la farcidure, la mique, les soupes, le clafoutis et la flaugnarde, le massepain de Saint-Léonard.
Récemment mises à l'honneur par un spot publicitaire, la viande de bœuf limousine et la pomme du Limousin font également partie du paysage gastronomique local. Le vin est très peu produit dans le département, les vignes ayant été éradiquées par les épidémies (mildiou et phylloxéra de la fin du XVIIIe siècle).

### Musique

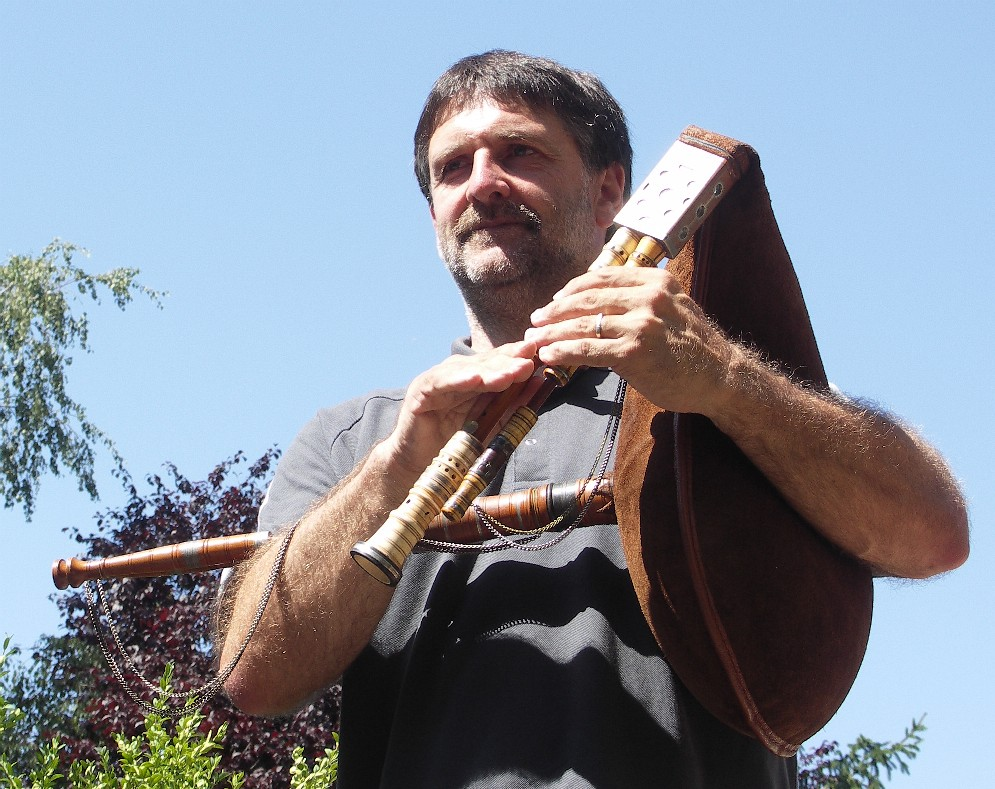
Joueur de chabrette.

La pratique de la musique traditionnelle reste très vivace. En témoigne par exemple la création en 1971 d'une des premières associations de formation mutualiste en musique et danses traditionnelles, l'Association des Ménétriers du Massif central, toujours active, puis du 1er département de musique et danse traditionnelles au sein d'un CRR en France, en 1987, à Limoges, et l'existence de groupes traditionnels.
Les autres musiques ne sont pas en reste. Les manifestations sont souvent remarquées, tant du point de vue des programmations et des festivals (Festival des Francophonies en Limousin, le Festival 1001 Notes…), que des structures culturelles (Opéra-théâtre de Limoges, centres culturels municipaux, ferme de Villefavard, le château de la Borie qui est le siège de l'ensemble baroque de Limoges, Zénith de Limoges, pôle de la Mégisserie de Saint-Junien, centre Fabrègue de Saint-Yrieix-la-Perche…).
Les musiques actuelles sont de plus en plus représentées, par la mise en place de sites spécialisés (bars, salles, festivals comme les Veyracomusies, Catalacum ou Lost in Limoges) et d'associations organisatrices, telles la Fédération Hiero de Limoges.

### Manifestations
En 2007, l'ensemble des festivals, expositions et spectacles a drainé 287 545 personnes, soit une baisse de 2,2 % par rapport à l'année précédente. Cependant, la programmation générale des manifestations départementales reste diversifiée et en constant mouvement ; en témoigne la création récente du festival Manifesten ou de la biennale de la Porcelaine.
Liste non exhaustive des manifestations en Haute-Vienne : Festival des Francophonies en Limousin, Danse émoi biennale de la danse, Veyracomusies, Festival international du Webdesign, Catalacum, Festival international du pastel, Salon international du dessin de presse et d'humour de Saint-Just-le-Martel, Festival national de Bellac, Festival Souffleurs de Terre, Rencontres musicales de Nedde, Urbaka, Festival Beaumont-du-Québec, Festival du Conte, Bandafolie's, Fête de la Châtaigne, Fête de l'Escargot, Frairie des petits ventres, Manifesten, Biennale d'art contemporain d'Aixe, Festival du Cirque de Nexon, Estivales du Chalard, Médiévales de Lastours, Lire à Limoges, Fête des plantes de Saint-Laurent-sur-Gorre, Course Les Gendarmes et les voleurs de temps à Ambazac, Festival 1001 Notes, Fête de la Rose de Saint-Yrieix-sous-Aixe, Tour du Limousin cycliste, Été musical de Saint-Léonard, Fête de la nature et du champignon de Bussière-Galant, Harmonicales de Condat, Scènes pour la marmaille, La Culture au grand jour, Cuivres en fête, Nuits musicales de Cieux, festival du Haut-Limousin…

## Tourisme

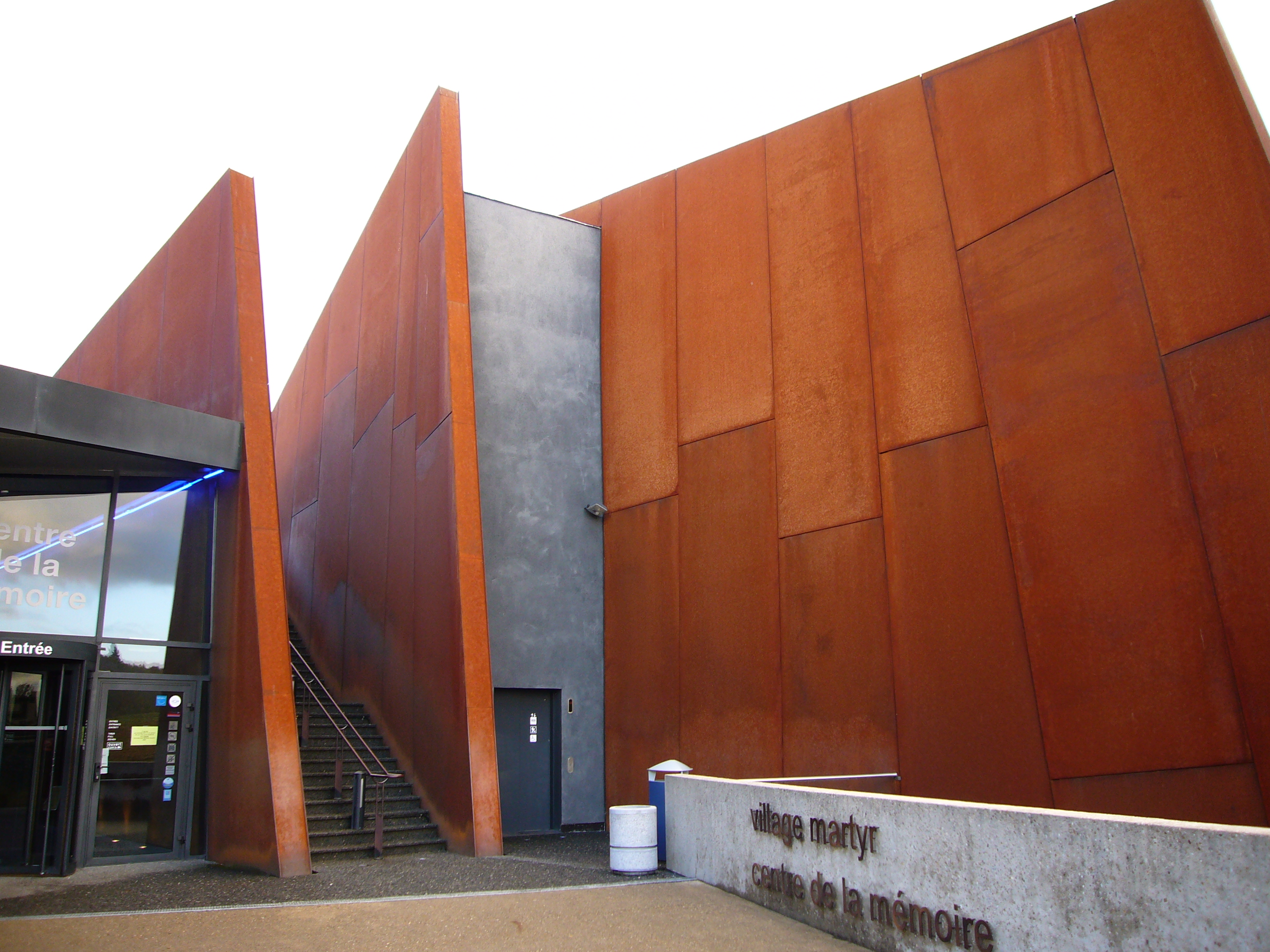
Le tourisme historique ou de mémoire est principalement illustré par le site d'Oradour-sur-Glane et de son mémorial, site le plus visité du Limousin.

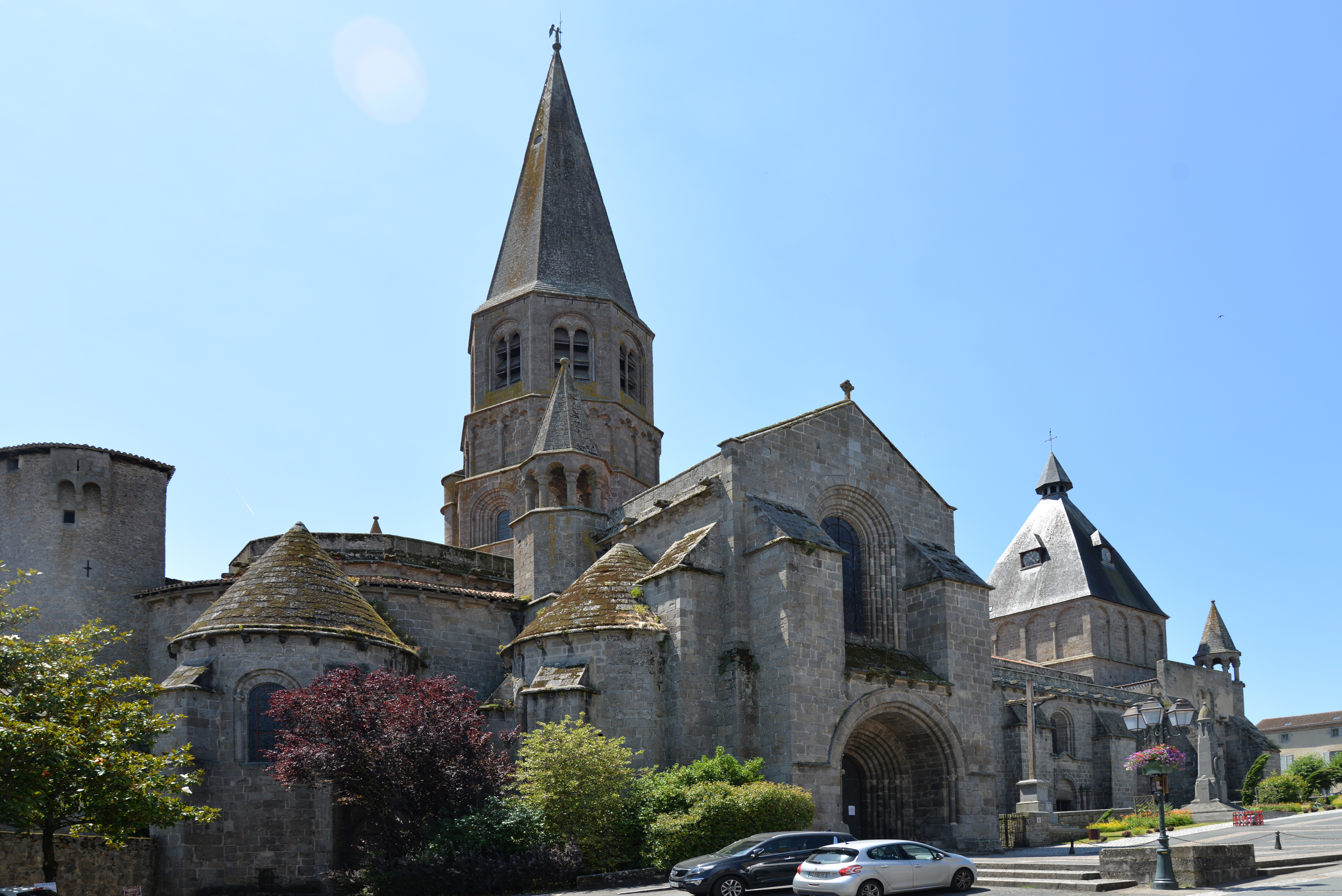
Collégiale du Dorat

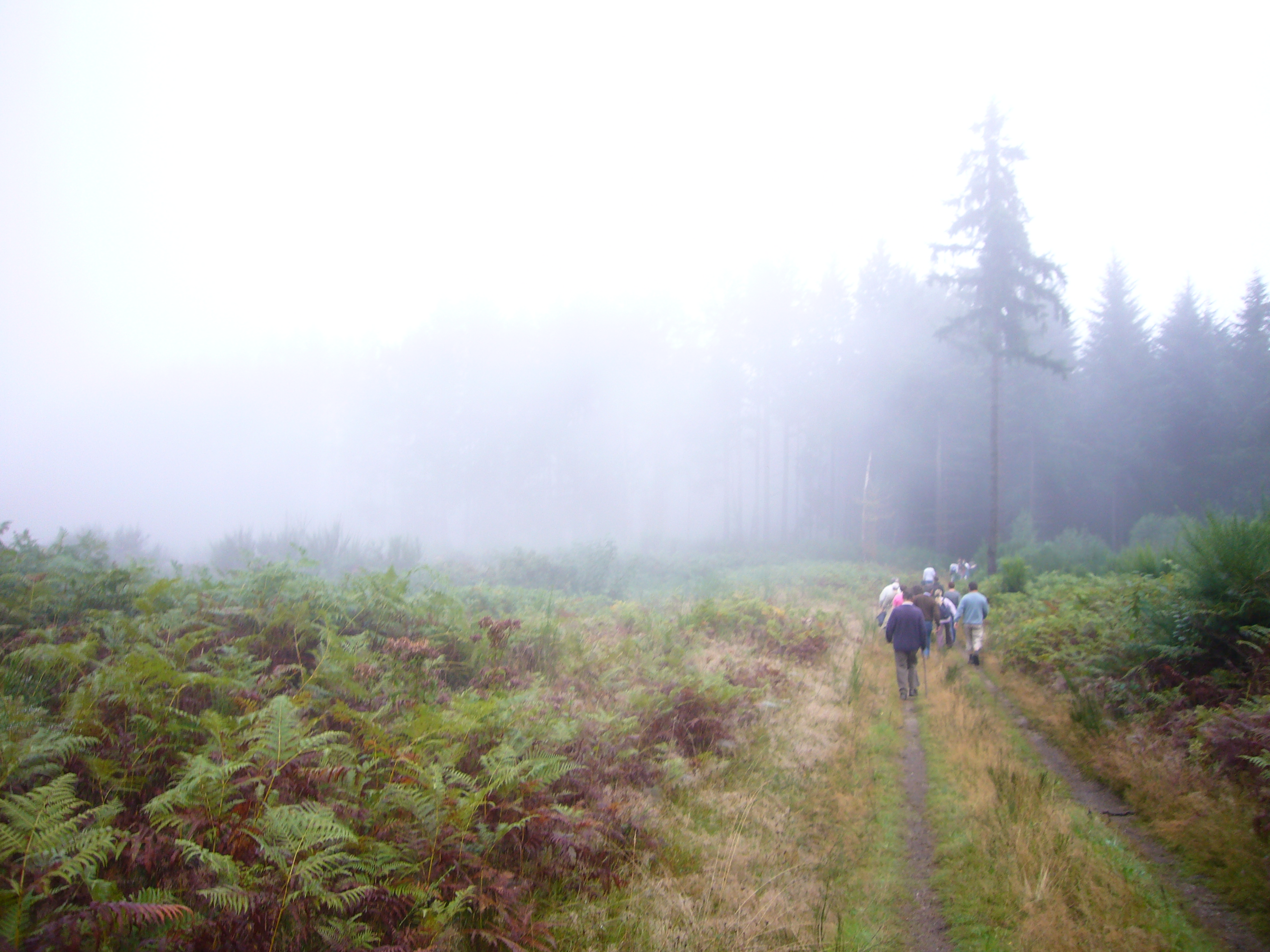
La randonnée, caractéristique du tourisme vert, très pratiqué dans tout le Massif central.

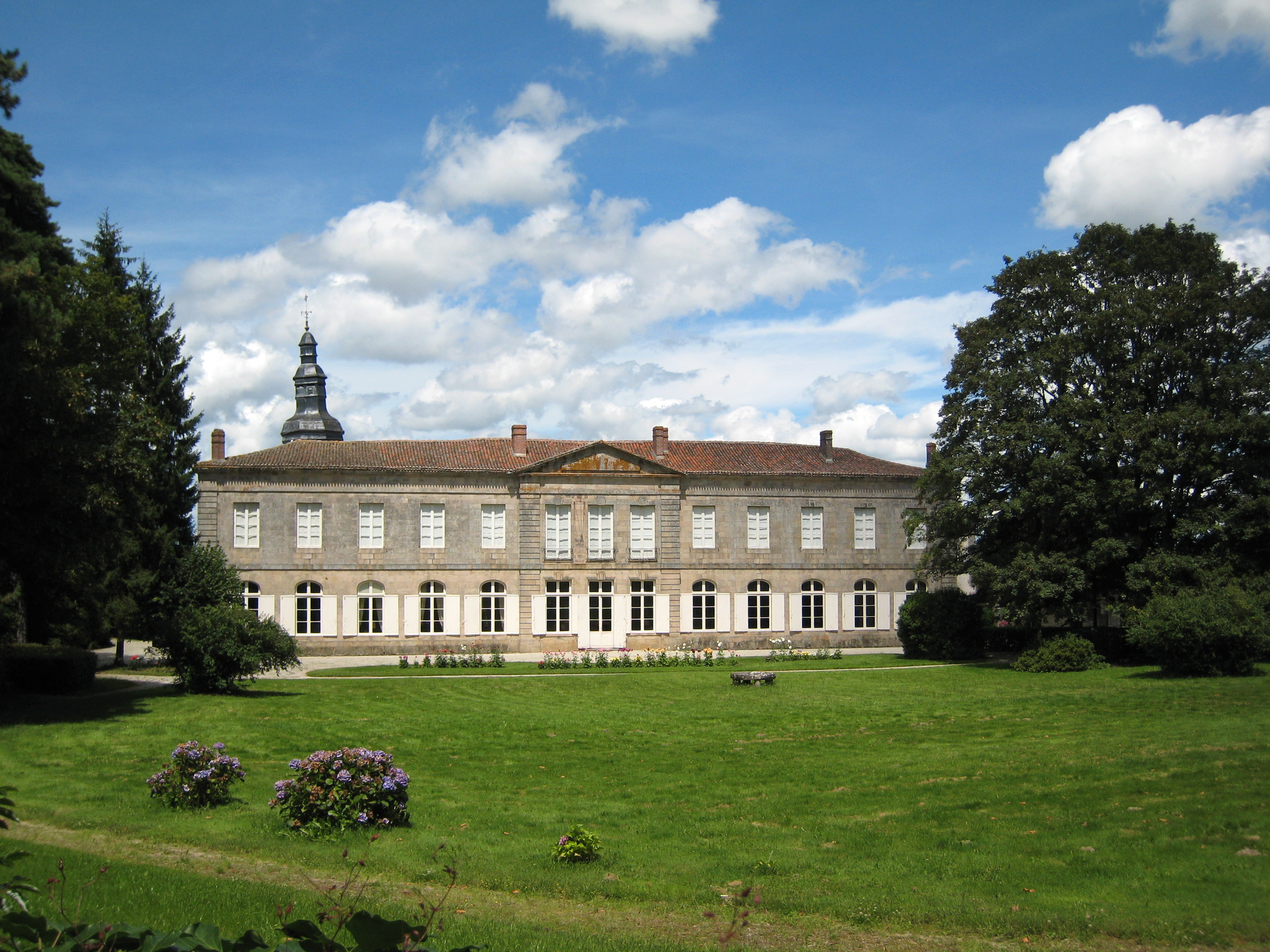
Mortemart, unique « plus beau village de France » de Haute-Vienne.

La Haute-Vienne semble consciente que son principal atout touristique est la nature (tourisme vert), mais le patrimoine bâti est également important. Les arts du feu à Limoges et les savoir-faire sont nombreux : porcelaine, émail, bois, papier, ganterie... La culture est également encouragée et mise en valeur avec les festivals, les manifestations, les musées, l'ensemble baroque de Limoges…
Liste non exhaustive des sites :
- les parcs naturels régionaux de Millevaches en Limousin et de Périgord-Limousin
- le lac de Vassivière (1 000 ha) avec le Centre international d'art et du paysage de Vassivière et le Saint-Pardoux (330 ha)
- les forêts (Rochechouart, bois des Échelles…)
- la montagne Limousine
- les Monts de Blond et les Monts d'Ambazac
- les Monts de Châlus
- Limoges (la cathédrale Saint-Étienne, les musées de l'Évêché et Adrien-Dubouché (porcelaine et émaux), les parcs et jardins, les bords de Vienne, les vieux ponts, les vieux quartiers historiques, les halles, la crypte Saint-Martial, la gare des Bénédictins…)
- Saint-Junien, cité gantière
- Rochechouart et son château abritant un musée d'art contemporain
- Le Dorat pour sa collégiale du Xlle au XVe siècle
- Saint-Léonard-de-Noblat et sa collégiale
- Oradour-sur-Glane, son village martyr et son mémorial
- Châlus et ses châteaux : Châlus Maulmont et Châlus Chabrol où est mort Richard 1er, dit Cœur de Lion, roi d'Angleterre.
- Bussière-Galant et son vélo-rail
- le train Vézère-Vapeur
- l'espace Paul Rebeyrolle d'Eymoutiers
- le musée de Minéralogie d'Ambazac
- le musée des Arts et Traditions populaires de Châteauponsac
- Solignac : abbatiale, pont romain
- les châteaux de Châlucet, Montbrun, Nexon, des Essarts, de la Borie, Brie, Nieul, Bussy, la Fraisse, Lastours…
- Tour de Château-Chervix
- le site Corot à Saint-Junien
- les rochers de Puychaud
- les 6 lanternes des morts
- Féeriland, exposition permanente de maquettes géantes animées à Veyrac
- le pôle national des Arts du Cirque de Nexon en Limousin «  » à Nexon
- Saint-Yrieix-la-Perche, cité du Kaolin, collégiale du Moustier, tour du Plô, vieille ville, musée de la Porcelaine
- la réserve naturelle nationale de la Tourbière des Dauges
- le vélorail de Bussière-Galant à Châlus
- la ferme des Ânes de Vassivière, à Peyrat-le-Château
- le Parc du Reynou à Solignac
- le Château de Salvanet à Saint-Priest-Taurion

Sur les 86 communes ayant participé au Concours des villes et villages fleuris, 16 ont obtenu en 2007 le label. Limoges et Saint-Hilaire-les-Places conservent leurs 4 fleurs. Bersac-sur-Rivalier, Panazol, Nexon, Saint-Yrieix-la-Perche, Montrol-Sénard ont toujours 3 fleurs. Feytiat est pour la première fois promue au grade des 3 fleurs.

### Fréquentation des sites
Classement des 19 sites ayant le plus attiré de visiteurs en 2021 :
1. Village martyr d'Oradour-sur-Glane (101 392) ;
2. Parc du Reynou (68 974) ;
3. Centre de la mémoire d'Oradour sur Glane (68 431) ;
4. Centre International d’Art et du Paysage de Vassivière (48 256) ;
5. Aquarium du Limousin (40 000) ;
6. Parc Bellevue (30 000) ;
7. Château de Chalucet (24 912) ;
8. Nostalgie rurale, village de Montrol-Sénard (22 767) ;
9. Espace Hermeline à Bussière-Galant (20 930) ;
10. Musée des Beaux Arts de Limoges (18 461) ;
11. Train touristique de Vassivière (17 826) ;
12. Musée national de la porcelaine Adrien Dubouché (17 000) ;
13. Bateau taxi du Vassivière (15 427) ;
14. Moulin du Gôt à Saint-Léonard-de-Noblat (13 824) ;
15. Petit train touristique de Limoges (13 200) ;
16. Musée de la résistance et de la déportation (10 000) ;
17. Féeriland (10 000) ;
18. Ecomusée la Cité des Insectes à Nedde (9 816);
19. Four à porcelaine des Casseaux (9 165).

### Infrastructures d'accueil

#### Offices de tourisme
La Haute-Vienne possède 39 OTSI, dont 26 offices de tourisme. Un d'entre eux, celui de Limoges, est classé trois étoiles.

#### Hébergement
En 2006, la Haute-Vienne possédait 95 hôtels classés entre 0 et 4 étoiles, totalisant 2 382 chambres. C'est plus que la Creuse (666 chambres sur 43 hôtels), l'Indre (1 680 chambres sur 79 hôtels) et la Charente (1 910 chambres sur 77 hôtels), mais c'est moins que la Dordogne (4 057 chambres sur 223 hôtels) ou la Vienne (5 036 chambres sur 111 hôtels). La Corrèze possède plus d'hôtels (108), mais moins de chambres (2 123). La majorité d'entre eux, 35,8 % soit 34 hôtels sont situés sur la commune de Limoges. Parmi les communes les mieux dotées viennent ensuite Saint-Junien, avec 6 hôtels, Peyrat-le-Château et Bessines-sur-Gartempe, 4 hôtels chacune. Un seul hôtel possédait 4 étoiles, situé sur la commune de Nieul. 10 hôtels étaient classés 3 étoiles.
Il existe 5 villages de vacances et 41 centres de vacances.
Le département possède 54 terrains de camping traditionnel, 29,5 % des 183 terrains de la région Limousin. Ces terrains rassemblent 3 810 emplacements des 12 287 de la région. Les campings restent le premier mode d'hébergement du département, avec 49,8 % du total des lits, soit 12 854 lits. En comptabilisant les aires naturelles et les campings à la ferme, on dénombre 67 terrains.
La capacité totale d'accueil est de 109 029 lits, dont 83 195 lits en résidences secondaires. Outre les campings (50 %), les 25 834 lits restant composent l'offre marchande répartie entre les hôtelleries (20 %), les meublés Gîtes de France (14 %), les centres de vacances (6,2 %), les villages de vacances (4,7 %), les chambres d'hôtes Gîtes de France (3 %) et les meublés Clévacances (2,5 %).
En 2006, le nombre de nuitées dans le département a été de 636 704, toutes origines de touristes confondues, soit plus de 16 000 nuitées en plus par rapport à l'année 2005. Ce sont les nuitées françaises qui ont permis cette hausse, les nuitées étrangères ayant baissé sur cette période de plus de 500 unités. Le taux d'occupation des hôtels a augmenté sur toutes les catégories d'établissements, de l'hôtel de chaîne au Quatre étoiles, entre 2005 et 2006, passant de 52,8 à 56,1 %. Entre 2006 et 2007, la hausse s'est poursuivie, atteignant 56,9 %, et un taux de 70,4 % dans les chaînes d'hôtels.
Les nuitées sont les plus nombreuses en juin (67,9 % d'occupation) et en septembre (65,1 %), ce qui montre que la Haute-Vienne « vit » davantage en dehors de la haute saison que pendant celle-ci, même si cette tendance tend à s'estomper.

### Les résidences secondaires
Selon le recensement général de la population du 1er janvier 2008, 7,7 % des logements disponibles dans le département étaient des résidences secondaires.
Ce tableau indique les principales communes de la Haute-Vienne dont les résidences secondaires et occasionnelles dépassent 10 % des logements totaux en 2008 :
| Commune            | Population SDC | Nombre de logements | Résidences secondaires | % résidences secondaires |
| ------------------ | -------------- | ------------------- | ---------------------- | ------------------------ |
| Beaumont-du-Lac    | 159            | 368                 | 270                    | 73,46 %                  |
| Marval             | 579            | 577                 | 267                    | 46,29 %                  |
| Nedde              | 531            | 494                 | 223                    | 45,14 %                  |
| Peyrat-le-Château  | 1 012          | 919                 | 324                    | 35,27 %                  |
| Saint-Mathieu      | 1 171          | 812                 | 192                    | 23,63 %                  |
| Bussière-Galant    | 1 392          | 904                 | 199                    | 22,01 %                  |
| Oradour-sur-Vayres | 1 510          | 1 039               | 201                    | 19,40 %                  |
| Châteauponsac      | 2 164          | 1 446               | 234                    | 16,18 %                  |
| Eymoutiers         | 2 055          | 1 375               | 195                    | 14,18 %                  |
| Rochechouart       | 3 831          | 2 174               | 232                    | 10,67 %                  |